# Runen

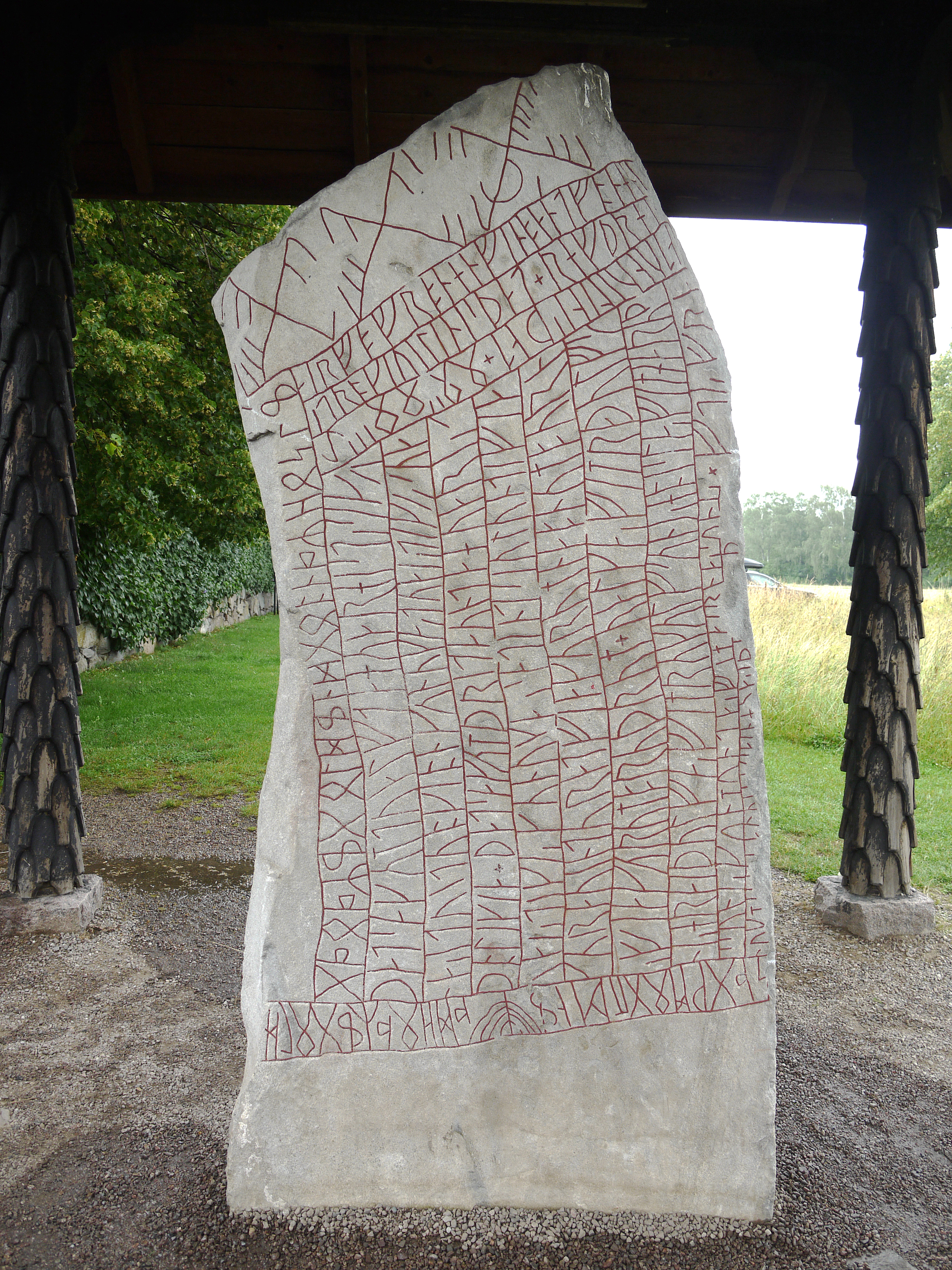
Der Runenstein von Rök (Südschweden), 9. Jahrhundert

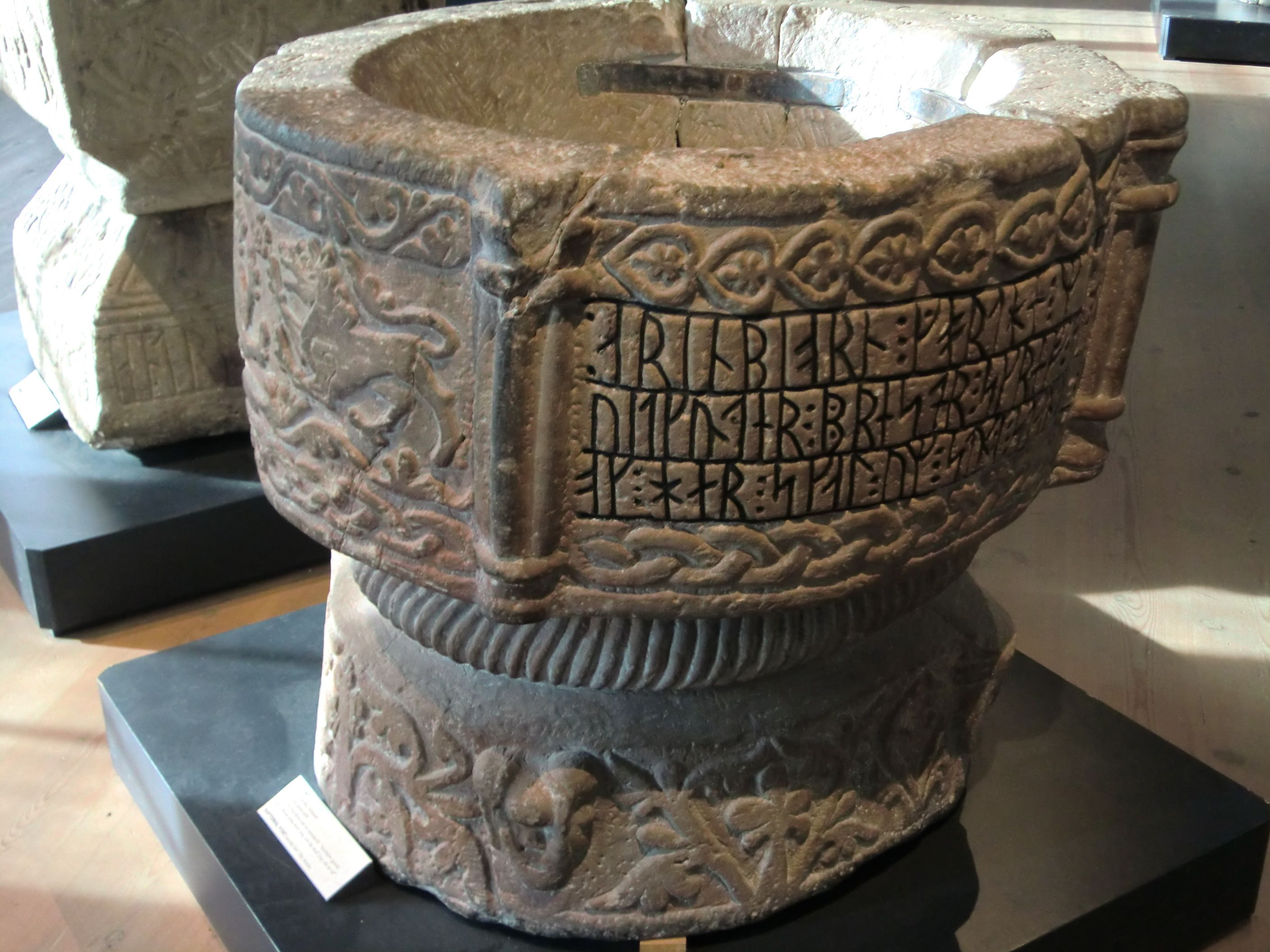
Runen auf dem Taufbecken von Burseryd

Als Runen bezeichnet man die alten Schriftzeichen der Germanen. Der Sammelbegriff umfasst Zeichen unterschiedlicher Alphabete in zeitlich und regional abweichender Verwendung.
Runen können einerseits als Zeichen für jeweils einen Laut geschrieben werden (Alphabetschrift), andererseits stehen sie als Zeichen für die jeweiligen Begriffe, deren Namen sie tragen. Daneben können sie Zahlen darstellen oder als magisches Zeichen verwendet werden. Die Entwicklung der Zeichenformen zielte nicht auf eine flüssige Gebrauchsschrift ab. Abgesehen von einer kurzen Phase im hochmittelalterlichen Skandinavien wurde die Runenschrift nicht zur Alltagskommunikation verwendet.

## Verbreitung
Runen waren vom 2. bis zum 14. Jahrhundert n. Chr. überwiegend für geritzte und gravierte Inschriften auf Gegenständen und auf Steindenkmalen in Gebrauch.
Die Verbreitung der etwa 7100 bisher bekannten Runeninschriften (Stand 2023), „wobei zahlreiche unpublizierte Neufunde nicht miteingerechnet“ sind, zeigt einen deutlichen Fundschwerpunkt in Dänemark und Südskandinavien. Dies ist zum Teil durch die lokalen Traditionen von Runensteinen begründet. Runen waren durchaus auch entlang des Rheins, bei den Alemannen, in Bayern, Brandenburg, Thüringen sowie in Pommern, Schlesien und Böhmen begrenzt in Gebrauch, wobei sich die Funde im Norden und Osten grob vor der Völkerwanderung (200–500 n. Chr.), die im Süden und Westen zum Ende der Völkerwanderung (500–700 n. Chr.) einordnen lassen.
Dabei dominiert das ältere Futhark auf dem Kontinent, während Wikinger ab dem 4. Jahrhundert jüngere Versionen des Futhark hinterließen. In den anderen zeitweiligen Siedlungsräumen, zum Beispiel in den Niederlanden, Ungarn, Rumänien (zum Beispiel Lecani, Pietroassa und Szabadbattyán) sowie in der Schweiz, Belgien, Norditalien und Frankreich ist nur eine dünne Streuüberlieferung aus der Zeit der Völkerwanderung zu finden. Lediglich in Regionen, die von Wikingern und Nordmännern erobert worden waren, nutzte man noch einige Zeit Runen, die jedoch ebenfalls mit der Christianisierung der Nordmänner verschwanden. So waren Runen im 7. Jahrhundert noch an der niederländischen Küste, in Russland bis ins 9. Jahrhundert und auf den britischen Inseln sogar bis ins 10. Jahrhundert in Gebrauch, wobei es sich um jüngere Variationen handelt.

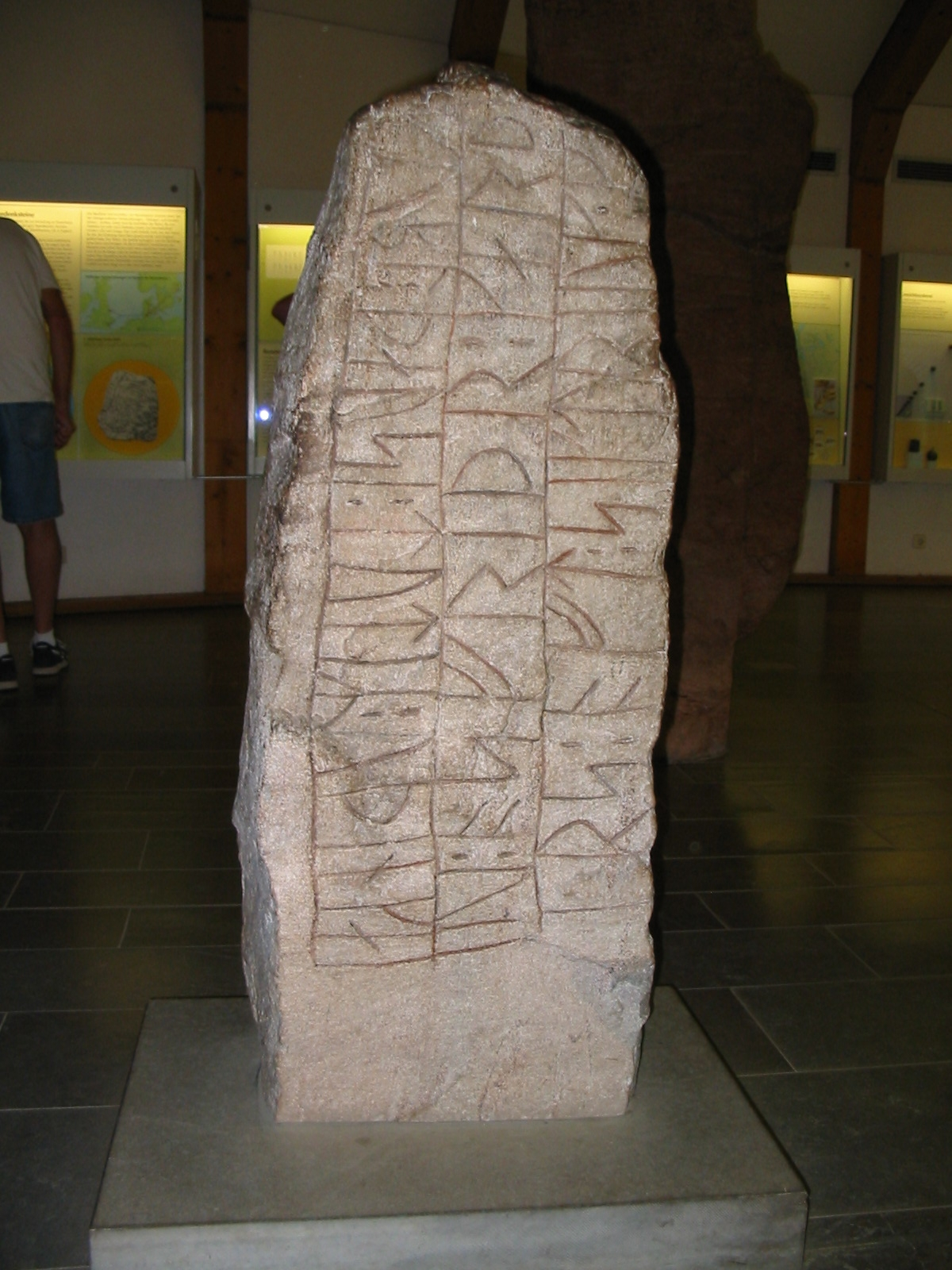
Der kleine Sigtryggstein im Wikingermuseum Haithabu in Schleswig-Holstein

Die Christianisierung der Germanen, Nordmänner und Waräger führte letztendlich die lateinischen Buchstaben und in Russland die kyrillischen Buchstaben ein. Nur in den nordischen Ländern hielt sich der Gebrauch der Runenschrift bis ins 15. Jahrhundert. Die gut 350 Runeninschriften der mittelschwedischen Region Dalarna (Dalrunen) bezeugen den Runengebrauch vom späten 16. bis ins frühe 20. Jahrhundert; sie befinden sich hauptsächlich auf Haushalts- und Arbeitsgeräten und sind zum Beispiel Herstellerinschriften und Besitzervermerke.
Der weitaus größte Teil der etwa 7100 Runenfunde stammt aus dem Skandinavien der Wikingerzeit. Die ältesten Inschriften datieren aus dem 2. Jahrhundert und stammen aus Moorfunden in Schleswig-Holstein, in Jütland und Fünen in Dänemark und Südschweden, sowie aus Ostdeutschland, zum Beispiel Brandenburg (Dahmsdorf) und Polen (Kowel, Rozwadów). In Deutschland und Polen wurde mit dem Aufschwung des Königreichs Preußen im 18. Jahrhundert vieles zugunsten der Landwirtschaft trockengelegt und abgetragen, sodass Runenfunde eher selten sind und sich vorwiegend auf wenige mobile Gegenstände beschränken.
Die älteste datierte Runeninschrift eines ganzen Satzes ist der Runenstein von Svingerud, datiert auf 1–250 n. Chr. Daneben gibt es mehrere Funde mit einzelnen Worten. Dazu gehört das 2024 entdeckte Runenmesser aus einem Urnengrab bei Odense, datiert um 150 n. Chr, mit der Inschrift „hirila“ (kleines Messer). Aus dem Moorfund von Vimose stammt ein Kamm mit der Inschrift harja (Kamm), der in die Zeit 150–200 n. Chr. datiert wird. Die Fibel von Meldorf ist eine in Schleswig-Holstein gefundene bronzene Rollenkappenfibel (Gewandspange), die in das 1. Jahrhundert n. Chr. datiert wird. Sie ist damit zwar älter als andere Funde, doch besteht die vierbuchstabige Inschrift nicht sicher aus Runen; ihre Lesung ist deshalb umstritten, es könnte aber eine Vorstufe der Runen sein. Etwas jünger ist die auf einer eisernen Speerspitze eingeritzte Bezeichnung raunijaR (der Stamm raun- = „versuchen“, „erproben“). Die Spitze wurde in einem Grab aus der Zeit um 200 n. Chr. in Øvre Stabu (Oppland) Norwegen gefunden.
Die Verwendung von Schrift war vor Christi Geburt in den germanischen Kulturen nicht verwurzelt. Bereits früh gab es jedoch regelmäßige Handelskontakte zu den schriftkundigen Griechen. Möglicherweise gab es Vorstellungen, die gegen eine Übernahme dieser Innovation sprachen. Eine Schriftkultur hatte sich daher sehr spät und nur im Ansatz entwickelt. Sie ging kaum über eine kleine Elite von Schreibern hinaus und wurde mit magischer Bedeutung belegt. Die Runenschrift entwickelte sich daher nie zu einer vollwertigen Buch- und Urkundenschrift und erfasste nie Bereiche der Alltagskommunikation und des kollektiven Gedächtnisses, wie es bei Schriftsystemen der Römer, Griechen oder Perser der Fall war. Literatur, Liturgie, Geschichte und Recht wurden zunächst mündlich, später lateinschriftlich überliefert. Runen wurden vor allem für Inschriften zum Gedenken an Verstorbene oder an besondere Ereignisse, zur Weihe oder zum Verschenken von Gegenständen, als Besitzerangaben und als Münzinschriften verwendet. Erst im hochmittelalterlichen Skandinavien bildete sich, in Konkurrenz zur lateinischen Schrift, eine Art Gebrauchsschriftlichkeit in Runen aus.

## Bezeichnungsherkunft
Im 17. Jahrhundert wurde das neuhochdeutsche Wort Rune aus der dänischen philologischen Literatur entlehnt, zunächst als gelehrte Bezeichnung für den germanischen Sänger (Runen und Skalder, Schottel), dann für das germanische Schriftzeichen (18. Jahrhundert), neben Runbuchstabe. Zuvor war das dänische Wort rune aus dem Altdänischen wiederbelebt worden.
Die Bedeutung des Wortes im Sinne von „Schriftzeichen“ greift zurück auf altnordisch rún, Plur. rúnir, rúnar „Zauber-, Schriftzeichen“. Das altnordische Wort entspricht altenglisch rūn „Geheimnis, geheime Beratung, Runenzeichen“, gotisch rūna „Geheimnis, Ratschluss“ und althochdeutsch rūna „geheime Beratung, Geheimnis, Geflüster“. Die althochdeutsche Bedeutung ist im Verb raunen erhalten geblieben. Bis ins 19. Jahrhundert war zudem das schweizerische Substantiv Raun für eine „geheime Abstimmung, Stimmabgabe ins Ohr einer beeidigten Magistratsperson“ gebräuchlich. Alle genannten Wortformen beruhen auf urgermanisch *rūnō mit Grundbedeutung „Geheimnis“.
Die Bezeichnung der germanischen Schriftzeichen mit dem urgermanischen Wort *rūnō- findet sich schon in der Runeninschrift auf dem Stein von Einang (ca. 350–400) als Akk. sg. runo. Außerhalb der Runeninschriften findet sich das Wort in einem Gedicht (um 565) von Venantius Fortunatus (Carmina VII, 18), der im fränkischen Merowingerreich mit Runen in Berührung gekommen sein könnte: Barbara fraxineis pingatur rhuna tabellis/quodque papyrus agit virgula plana valet („Die Rune der Barbaren mag man auf eschene Tafeln zeichnen; was der Papyrus vermag, tut der geglättete Zweig“). Nach einer Theorie leitet sich das Wort Buchstabe von den Buchenstäben ab, auf die die Runen geritzt wurden. Nach einer weiteren Theorie geht die Bezeichnung auf den kräftigen senkrechten Strich, den sogenannten Stab, zurück, der vielen Runen gemein ist. Für eine genauere Beschreibung der vermuteten Etymologie vgl. den zugehörigen Eintrag im Artikel Buchstabe.
Rune ist in der Finnougristik und in manchen Übersetzungen auch die Bezeichnung für die einzelnen Gesänge der Kalevala und andere Werke der karelischen und finnischen Volksdichtung.

## Ursprung
Die Runen sind vermutlich weder unabhängig entstanden, noch sind sie von den Germanen als fertiges Schriftsystem übernommen worden, sondern wurden weitgehend eigenständig nach Vorbildern mediterraner Schriften entwickelt. Sie treten allerdings schon sehr früh als komplettes Alphabet mit 24 Buchstaben auf. Vor allem die lateinische Schrift, aber auch die zahlreichen vom Lateinischen verdrängten und untergegangenen Schriften des keltisch-alpin-italischen Raums kommen als Vorbilder in Betracht. Runen gehören damit – sowohl in ihrem Prinzip einer Alphabetschrift als auch in der Form vieler Lautzeichen – zu der großen phönizisch-aramäischen Familie von Alphabeten, zu denen auch alle heutigen europäischen Schriften gezählt werden.
Der Ursprung der Runenschrift ist zeitlich und räumlich kaum zu erhellen, weil die ältesten Belege bereits einen etablierten Satz von Zeichen präsentieren. Die bisher ältesten gesicherten Funde von Runen liegen auf der Halbinsel Jütland. Aber auch in Schleswig-Holstein tauchen etwa gleich alte Funde auf, ebenso in Schweden. Sie sind alle zeitlich in die zweite Hälfte des 2. Jahrhunderts einzuordnen. Es handelt sich um Gegenstände aus Mooropferplätzen in Jütland wie Vimose, Illerup Ådal, Nydam und Thorsberg. Vorstufen dieser Schrift, an denen ihre Entstehung nachzuvollziehen wäre, konnten nicht zweifelsfrei identifiziert werden. Das im älteren Futhark äußerliche Charakteristikum der Runen ist die Vermeidung waagrechter und gebogener Linien, was früher immer wieder die Vermutung aufkommen ließ, dass es sich um eine Buchstabenumformung handelt, die dazu geeignet sein sollte, vor allem in hölzernes Material geritzt zu werden. Man nahm folglich an, dass Vorstufen der Runen nur deshalb nicht bewahrt sind, weil ihr mutmaßlicher Träger Holz sich schlechter als Metall erhalten hat. Trotzdem sollte auch davon ausgegangen werden, dass im Zuge der Christianisierung diese Zeugnisse zerstört wurden. Neuere Funde (zum Beispiel Moorfunde von Illerup Ådal, Dänemark) zeigen jedoch auch gerundete Formen (zum Beispiel bei der Odal-Rune) auf metallenen Waffenteilen.
Bei der Herkunft der Runen muss der Formenreichtum der epichorischen Alphabete beachtet werden, bei der gleiche Zeichen in verschiedenen Städten am Mittelmeer andere Lautwerte hatte, gleiche Lautwerte mit anderen Buchstaben geschrieben wurden, gleiche Buchstaben anders geschrieben wurden, und für den örtlichen Dialekt eigene Zeichen hinzugefügt wurden. Beispielgebend ist Omega eine lokale Erfindung, die ans Ende der phönizischen Reihenfolge angehängt wurde, wie auch Othala am Ende der älteren Runenreihe steht. Da die rätische Sprache keinen O-Laut kannte, konnte es nicht als Quelle für die Schreibung mit Omicron dienen, wie es die lateinische und etruskische Sprache machten. Gleichwohl kann die andere Schreibung des Lautwerts (O-mega heißt „großes O“) dort bekannt gewesen sein, spätestens mit dem Attizismus des 1. Jahrhunderts v. Chr.
Es werden vier Hypothesen zur Entstehung der Runenschrift vertreten:

### Italisch-etruskische Hypothese
Das Vorbild der Runen soll gemäß verbreiteter Ansicht ein nordetruskisches Alphabet bzw. aus dem Kreis der zahlreichen verschiedenen Alphabete Norditaliens und des Alpenraums (4. bis 1. Jahrhundert v. Chr.) genommen sein. Alle diese Alphabete sind, wie auch die lateinische Schrift, ihrerseits Abkömmlinge des westgriechischen Alphabets (griechischer Kultureinfluss durch Händler und Kolonien in Italien ab dem 7. Jahrhundert v. Chr.).
Besonders der Negauer Helm wurde früh zur Unterstützung dieser These herangezogen. Der Helm mit einer möglicherweise frühgermanischen Namensinschrift (harigasti…) in einem norditalischen Alphabet soll demnach den Ursprung einiger Runenzeichen aus den norditalischen Varianten der griechischen Schrift belegen. Die Germanizität und die Datierung der Inschrift bleiben jedoch umstritten, zumal der Helm aus dem 5. Jahrhundert v. Chr. stammt und die Inschrift selbst erst später (vermutlich im 3./2. Jahrhundert v. Chr.) angebracht wurde. Nach Ansicht mancher Forscher hat die Inschrift nichts mit Runen zu tun.
Das stärkste Argument für die italisch-etruskische These sind die Buchstabenformen, der Schreibduktus und das Verfahren der Worttrennung durch Punkte. In keiner anderen antiken Schrift finden sich so viele Übereinstimmungen mit einzelnen Runenzeichen. Von kulturgeschichtlicher Seite ist diese These jedoch schwer zu untermauern, denn sie impliziert, dass die Runenschrift sich im norditalienischen, westalpinen oder norischen Raum im 1. Jahrhundert v. Chr. oder im 1. Jahrhundert n. Chr. herausgebildet haben müsste und dann bis gegen 200 n. Chr. bis in den Norden Germaniens verbreitet worden wäre, wo sie erst deutlich ins Licht der Geschichte tritt. Der Altertumswissenschaftler Jürgen Zeidler hat versucht, im Bereich der keltischen La-Tène-Kultur eben jenes fehlende Zwischenglied (zwischen 100 v. und 100 n. Chr.) nachzuweisen. Für diese Hypothese spricht, dass in den Runen, wie auch im Etruskischen und den Alpenschriften, homorgane Nasallaute vor Verschlusslauten oft nicht geschrieben werden. Außerdem lässt sich das rätselhafte Formelwort alu mit etruskisch alu identifizieren, dem Verbalsubstantiv Präsens Aktiv oder Passiv zu al(i)- „geben“, „weihen“; alu lässt sich also als „wer gibt/weiht“, „Geber/Weihender“ bzw. „gegeben/geweiht werdend“, „(Weihe-)gabe“ übersetzen, was passend erscheint.

### Lateinische Hypothese
Die lateinische Schrift ist eine Schwesterschrift der italischen Alphabete und weist daher einige übereinstimmende Buchstabenformen auf. Im Gegensatz zu den Regionalschriften setzte sie sich mit der Expansion der Großmacht Rom überregional durch und wurde als Verwaltungsschrift in alle Winkel des römischen Imperiums verbreitet. Somit hätten germanische Stämme selbst im abgelegenen südskandinavischen Raum, der selbst nie zum römischen Reich gehörte, durch Kontakte mit der römischen Kultur (über Händler, Geiseln, Söldner, Besucher etc.) die lateinische Capitalis monumentalis der Kaiserzeit kennenlernen und davon angeregt eine eigene Schrift entwickeln können.
Für diese These sprechen einzelne Übereinstimmungen von Zeichenformen, die jedoch auch auf den gemeinsamen phönizischen Ursprung der Schriftsysteme zurückgeführt werden können.
Viele Runologen gehen heute von der Lateinthese aus. Den genannten Ähnlichkeiten stehen jedoch nach Ansicht anderer Forscher bedeutende Unterschiede entgegen, die eher auf ein griechisches oder zumindest älteres italisches Alphabet als Ursprung schließen lassen.

### Griechische Hypothese
Nur mehr wissenschaftsgeschichtlich relevant sind mehrere Versuche, die Entstehung der Runen den Goten im Schwarzmeergebiet (heutige Ukraine) zuzuschreiben. Vorbild sollte hier entweder im 2./3. Jahrhundert n. Chr. eine ostgriechische Minuskelschrift oder ein archaisches griechisches Alphabet des 6. Jahrhunderts v. Chr. gewesen sein. Diese Thesen sind heute weitestgehend aufgegeben worden, denn die ältesten skandinavischen Runendenkmäler sind nach archäologischer Datierung bereits entstanden, bevor die Goten in Kontakt mit dem römischen Weltreich kamen. Auch aus sprachhistorischen (linguistischen) Gründen scheidet diese Auffassung aus: die älteste Runenreihe reflektiert eindeutig nordgermanische bzw. noch gemeingermanische und keine bereits ausdifferenzierten ostgermanischen Lautverhältnisse.
Einen Kontakt der Germanen mit den griechischen Alphabeten (beispielsweise durch Handel) kann diese Argumentation jedoch nicht ausschließen.

### Punische Hypothese
Den drei genannten Hypothesen fällt es schwer, das Akrophonie-Prinzip der Runen zu erklären, also die Methode, die Buchstaben einer Schrift nach einem Wort zu benennen, das mit dem betreffenden Buchstaben beginnt. Die Akrophonie war bereits bei der Ableitung der griechischen aus der phönizischen Schrift aufgegeben worden. Hier waren lediglich die Buchstabennamen (Alpha, Beta, Gamma … von Aleph, Beth, Gimel …) übernommen worden, die dann bei der Weitergabe ans Lateinische und Etruskische ebenfalls verschwanden. Auffällig ist, dass der erste Buchstabe des phönizischen Alphabets  „aleph“ Rind und bei den Runen der erste Buchstabe ᚠ „fehu“ ist, was u. a. Vieh, Viehstück bedeutet. Weitere Parallelen sind die Nicht-Schreibung der Vokal-Quantität (kurze versus lange Vokale), die Nicht-Schreibung von Konsonanten-Geminaten und die Auslassung von Nasalen (m und n) vor homorganen Konsonanten (Kamba = Kaba auf dem Kamm von Frienstedt), alles Merkmale sowohl der Runen wie der punischen Schrift, aber nicht der griechischen oder lateinischen.
Bei der Übernahme und Anpassung der phönizischen Schrift durch die Griechen wurde die graphemische Konsonanten-Gemination (zum Beispiel ἔννεπε, πολλὰ) neu entwickelt. Dieses Konzept wurde später von den Römern in die lateinische Schrift übernommen. Das Urgermanische besaß ebenfalls eine bedeutungsrelevante Konsonantenlänge (Opposition Simplex – Geminate). Folgt man der lateinischen oder griechischen Hypothese, so bleibt unerklärt, weshalb dieses bewährte Verfahren bei der gemutmaßten Weitergabe an die Runen wieder entfernt wurde.
Theo Vennemann schlägt deshalb in Germanische Runen und phönizisches Alphabet vor, die Runen als unmittelbar aus dem phönizischen Alphabet in seiner westlichsten Ausprägung – dem punischen Alphabet – abgeleitet zu betrachten. Den Vermittlungsrahmen hätten Handels- und Kolonisierungsunternehmungen der Karthager an der Nordwestküste Europas geboten, manifestiert vor allem durch die Reise des Himilkon, der um 520 v. Chr. die Westküste Europas erkundete mit dem Ziel, neue Kolonien zu gründen.

## Runenreihen
Die Bezeichnung „Runenreihe“ steht für die mehrfach überlieferte, geordnete Folge der Runenzeichen. Sie weicht deutlich von der Reihenfolge der uns vertrauten Alphabete ab. Im Lauf der Zeit haben sich aufgrund des Sprachwandels unterschiedliche Laute für die Runenzeichen herausgebildet. Auch die Anzahl und Reihenfolgen der Runen ändern sich mit der Zeit.

### Das ältere Futhark: Die älteste Runenreihe

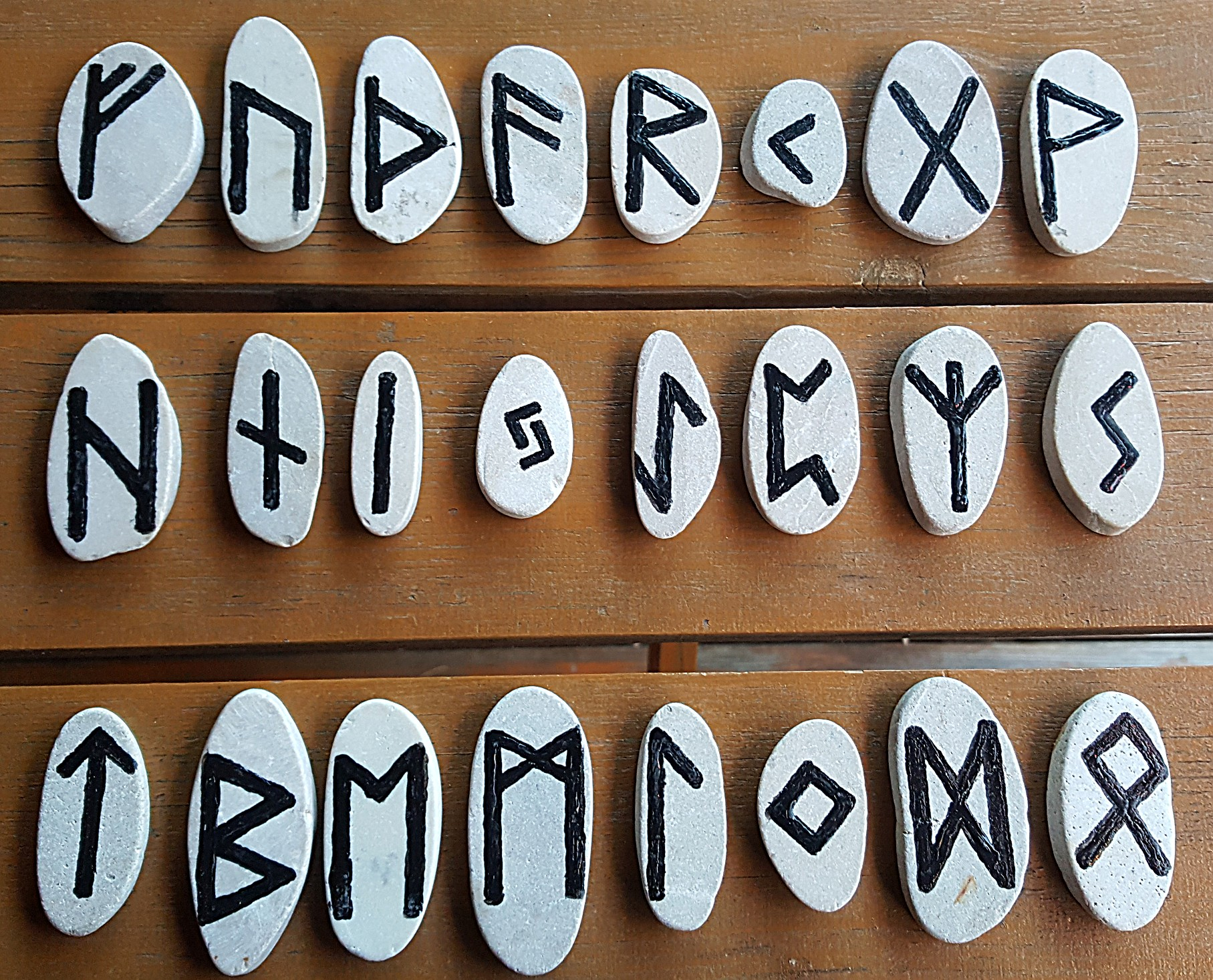
Das ältere Futhark

Die älteste überlieferte Runenreihe (nach den ersten sechs Buchstaben fuþark genannt) bestand aus 24 Zeichen, die in drei Abschnitte (später im Altnordischen als ættir bezeichnet) eingeteilt waren. Sie war anfangs nur bei nordgermanischen Stämmen, in der Völkerwanderungszeit vereinzelt auch bei Ostgermanen (vor allem Goten, ab 3. Jahrhundert?) und Westgermanen (ab 5. Jh.) in Benutzung. Etwa 450 Inschriften in dieser ältesten Runenreihe wurden bislang entdeckt (Stand 2023). Alle jüngeren Runenreihen ab etwa 700 leiten sich vom älteren Futhark ab.
Jedes Graphem (Buchstabe) entspricht einem Phonem (Laut). Für das ältere Futhark besteht von ca. 550 bis 650 eine bemerkenswert gute Übereinstimmung zwischen dem Zeicheninventar und dem Phoneminventar der damit geschriebenen gemeingermanischen bzw. runennordischen Sprache(n). Nur die Verdoppelung der i-Rune (ᛁ Eis und ᛇ Eibe) muss ein Relikt einer früheren Sprachstufe sein und ist wohl ein Beweis dafür, dass das 24-buchstabige Futhark bereits einige Zeit vor den ersten überlieferten Inschriften entstand. (* Sonderzeichen unlesbar?)
| ᚠ | fehu „Vieh“           | f                    | ᚻ / ᚺ | haglaz „Hagel“          | h                          | ᛏ | teiwaz, tīwaz „Himmels- u. Kriegsgott Tyr“       | t  |
| ᚢ | ūruz ‚Ur, Auerochse‘  | u                    | ᚾ     | naudiz „Not“            | n                          | ᛒ | berkanan, berk(a)nō „Birkenzweig“, berkō „Birke“ | b  |
| ᚦ | þurisaz „Riese“       | þ (engl. th / Theta) | ᛁ     | īsan „Eis“              | i                          | ᛖ | ehwaz „Pferd“                                    | e  |
| ᚨ | ansuz ‚Ase‘           | a                    | ᛃ     | jēran „(gutes) Jahr“    | j                          | ᛗ | mann- „Mensch“                                   | m  |
| ᚱ | raidō „Ritt, Wagen“   | r                    | ᛇ     | īwaz „Eibe“             | e ~ i (ei?)                | ᛚ | laguz „Wasser, See“ oder laukaz „Lauch“          | l  |
| ᚲ | kaunan (?) „Geschwür“ | k                    | ᛈ     | perþō? perþrō? pezdō?   | p (extrem seltener Laut)   | ᛜ | ingwaz „Gott Ing“, auch „Feuer“                  | ng |
| ᚷ | gibō „Gabe“           | g                    | ᛉ     | algiz (?), elhaz ‚Elch‘ | -z, -R (Endungs-konsonant) | ᛞ | dagaz „Tag“                                      | d  |
| ᚹ | wunjō „Wonne“ (?)     | w                    | ᛊ / ᛋ | sōwulō „Sonne“          | s                          | ᛟ | ōþalan „Stammgut, Grundstück“                    | o  |

Hinweis zur Tabelle: Namen sind in gemeingermanischem, so nirgends belegtem Lautstand rekonstruiert. Vokale mit Balken bezeichnen lange Vokale, alle anderen Vokale sind kurz.
Ein Charakteristikum der germanischen Runenschrift ist, dass jede Rune einen Namen trägt, gewöhnlich ein bedeutungsvolles Wort, das mit dem jeweiligen Laut beginnt; so hieß die f-Rune fehu, das heißt „Vieh; Viehstück, Fahrnis; Reichtum“. Für das älteste Futhark sind diese Runennamen nicht überliefert. Sie können erschlossen werden, weil die Namen sich weitgehend übereinstimmend bei allen jüngeren Runenreihen der germanischen Stämme finden; Wulfila, der Schöpfer der gotischen Schriftsprache im 4. Jahrhundert, übertrug sie möglicherweise sogar auf die gotische Schrift, die keine Runenschrift war. Im 9. und 10. Jahrhundert, als Runen außerhalb Skandinaviens überhaupt nicht mehr im Gebrauch waren, zeichneten klösterliche Gelehrte sowohl in England wie auf dem Kontinent mehrfach die verschiedenen Runenreihen mit Namen oder in Form von Runenmerkversen auf. Aus diesen Quellen werden die Runennamen des ältesten Futhark rekonstruiert; nicht alle Formen sind jedoch unumstritten.
Bis zum 7. Jahrhundert hatten sich die Lautsysteme in den germanischen Einzelsprachen deutlich verändert. Zuvor unterschiedene Laute fielen zusammen, neue Vokale bildeten sich. Dies führte zwangsläufig dazu, dass die Laut-Buchstaben-Zuordnung des älteren Futhark nicht mehr stimmig war. So entwickelten die einzelnen Sprachen und Dialekte jeweils eigene Runenreihen, das sogenannte jüngere Futhark.

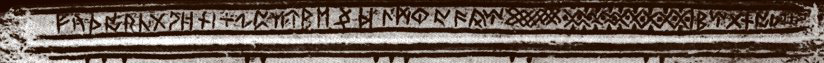
Angelsächsische Runenreihe (auch fuþork) auf dem in der Themse gefundenen Sax von Beagnoth.
Am Schluss steht der Name des Runenmeisters Beagnoþ.

### Das Futhork: Die angelsächsische Runenreihe

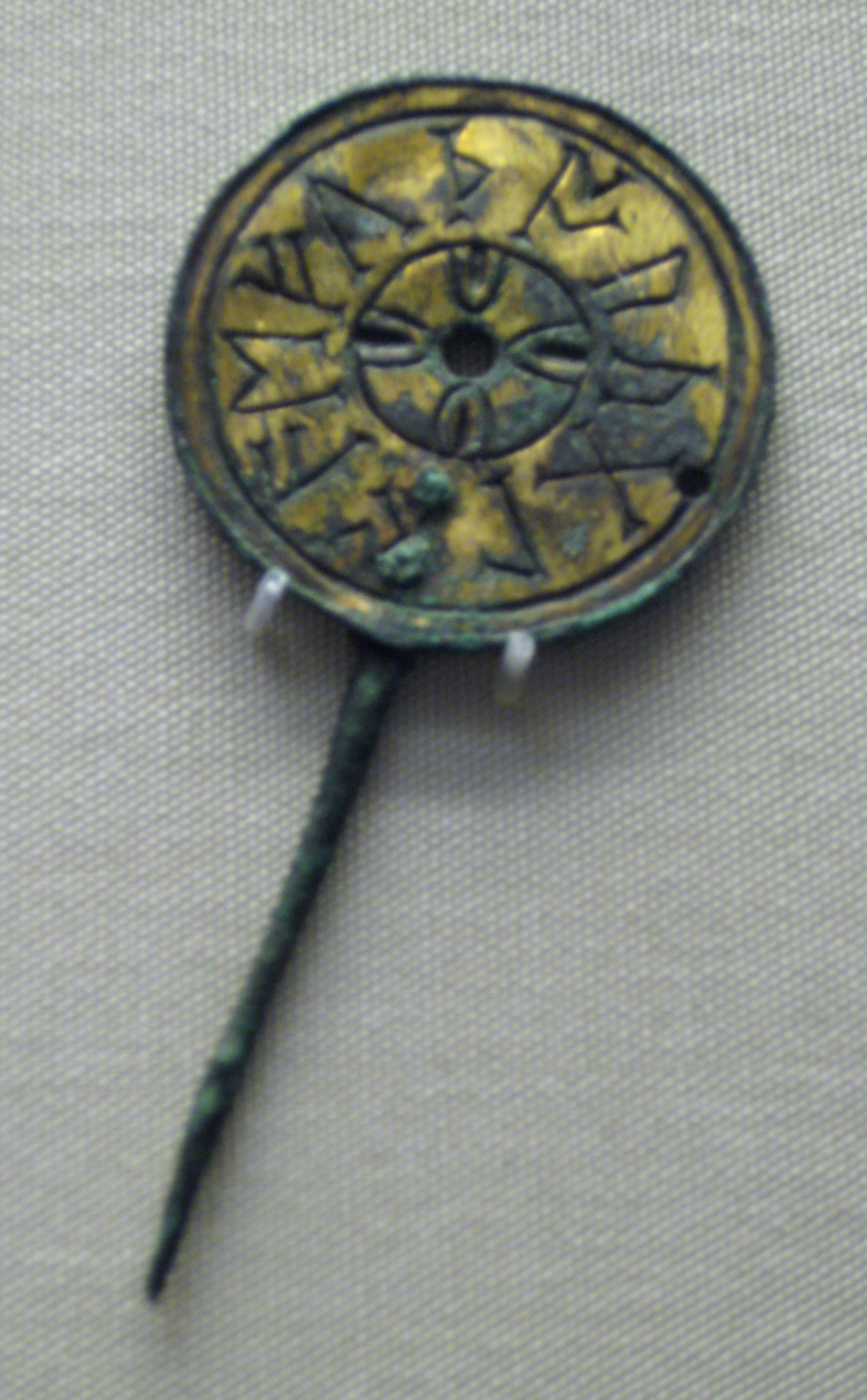
Bei Malton gefundene Scheibennadel mit den ersten acht und drei weiteren (ᚠᚢᚦᚩᚱᚳᚷᛚᚪᚫᛖ) Futhork-Runen

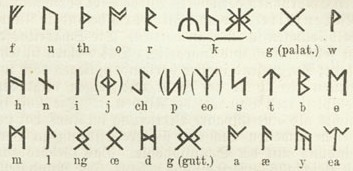
Angelsächsische Runenreihe

Die Angelsachsen erweiterten das Futhark aufgrund der reichen Entwicklung des Vokalismus im Altenglischen schrittweise auf 33 Zeichen (davon sind nebenstehend nur die wirklich verwendeten abgebildet). Das 33-buchstabige Futhork war in dieser Form im 9. Jahrhundert ausgebildet. Es wurde außer in handschriftlichen Aufzeichnungen auch in northumbrischen Inschriften verwendet.
Das längere Nebeneinander von Runen und Lateinschrift im 7. bis 10. Jahrhundert führte in England dazu, dass für Laute des Altenglischen, die im lateinischen Alphabet keine Entsprechung hatten, die entsprechenden Runen quasi weiterverwendet wurden. Auf diese Weise gelangten die thorn-Rune (Þ þ) als Schreibung für /th/ und die wen- oder wynn-Rune (Ƿ ƿ) für das bilabiale /w/ in die lateinische Schrift.

### Das jüngere Futhark: Die altnordische Runenreihe

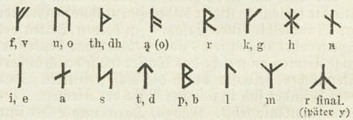
Nordische Runenreihe

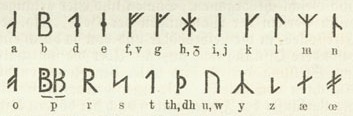
Punktiertes Runenalphabet

Auch in Skandinavien war das Futhark Veränderungen unterzogen: Es wurde im 7. bis 8. Jahrhundert auf 16 Runen (f u th o r k: h n i a s: t b l m R) reduziert. Dabei mussten dann einzelne Runen zahlreiche verschiedene Lautwerte bezeichnen: die u-Rune etwa u, y, o, ö und w. Diesen Verlust an Zeichen glich man am Ende des 10. Jahrhunderts mit der Einführung von Punktierungen aus; später gab es auch noch andere Systeme, die sogar für Laute wie Q eine Rune einführten. Im hohen Mittelalter entsteht so, von Norwegen ausgehend, eine punktierte Runenreihe in alphabetischer Reihenfolge, bei der jeder lateinische Buchstabe eine Entsprechung hat. Das erste datierte Zeugnis für die Verwendung des vollständig punktierten Runenalphabets findet sich auf der kleineren Kirchenglocke von Saleby (Västergötland), deren Inschrift das Jahr 1228 angibt.
Vielleicht aufgrund der größeren Wertschätzung für die alte vorchristliche Mythologie und Überlieferung (vgl. die Edda) blieben die Runen in Skandinavien neben der lateinischen Schrift in Gebrauch. Erst im 19. Jahrhundert wurden sie endgültig verdrängt, während dieser Prozess in den anderen germanischen Gebieten teils schon im 7., teils im 11. Jahrhundert abgeschlossen war.

### Schreibrichtung und Besonderheiten: Wende-, Sturz-, Binde- und stablose Runen

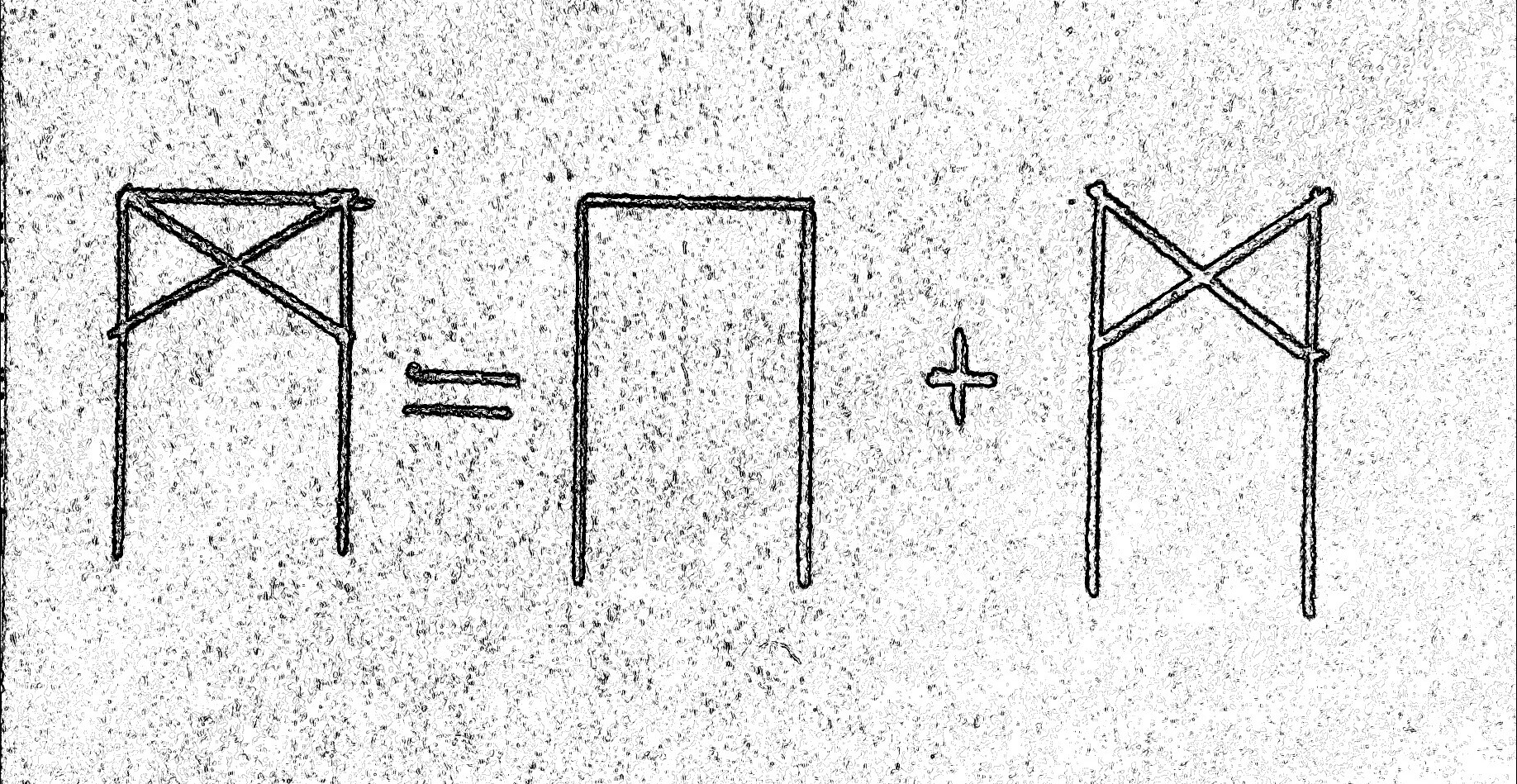
Binderune aus e + m (Inschrift B, Ortband vom Thorsberger Moor (KJ 20; DR 7)

Runen wurden seit der Wikingerzeit meist rechtsläufig (von links nach rechts) geschrieben. In der frühesten Zeit war die Schreibrichtung jedoch noch nicht festgelegt. Einzeilige Inschriften können sowohl von links nach rechts (rechtsläufig) oder von rechts nach links (linksläufig) geschrieben sein. In mehrzeiligen Inschriften können entweder alle Zeilen rechtsläufig bzw. linksläufig sein, oder es kommt eine von Zeile zu Zeile abwechselnde Schreibrichtung vor, die unter anderem auch aus altgriechischen Inschriften bekannt ist und als bustrophedon bezeichnet wird („wie der Ochse beim Pflügen wendet“); daneben kommt auch so genanntes „falsches“ Boustrophedon vor. Die Schreibrichtung kann in der Regel sicher bestimmt werden durch die in eine Richtung weisenden Runen (f, u, þ, a, r, k, w, s und b). Wenn einzelne Runen gegen die Schreibrichtung der Zeile gewendet sind, nennt man sie Wenderunen, wenn sie gelegentlich auf dem Kopf stehen, heißen sie Sturzrunen.

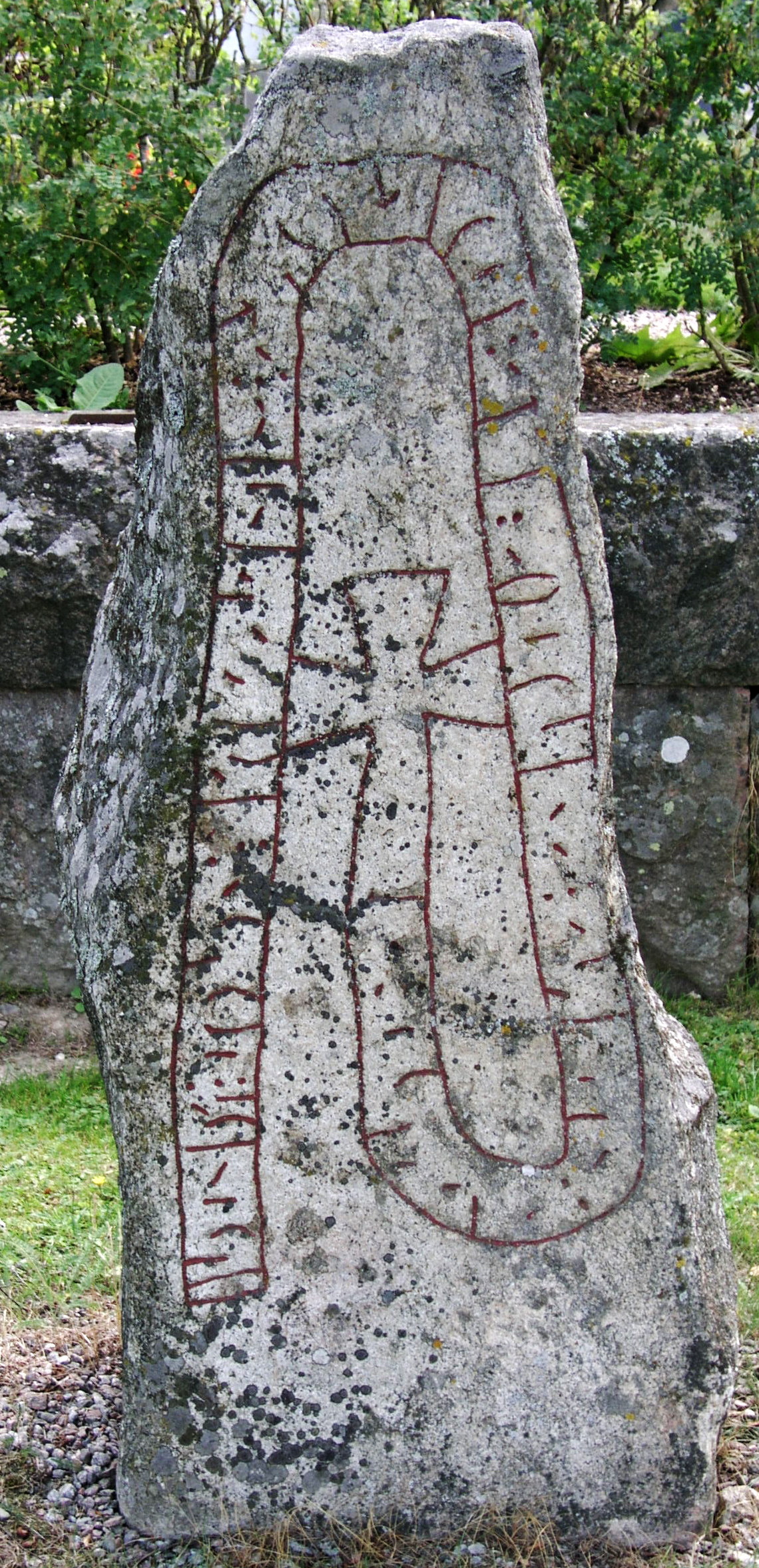
Stablose Runen auf dem Runenstein von Hogs kyrka

Stablose Runen waren der Höhepunkt des Vereinfachungsprozesses in der Entwicklung. Sie begann, als das ältere vom jüngeren Futhark abgelöst wurde. Um stablose Runen zu erstellen, wurden vertikale Markierungen (oder Dauben) aus einzelnen Runen entfernt. Der Name „Stablose“ ist nicht ganz richtig, da die i-Rune aus einem ganzen und die Runen f, þ, k und s aus verkürzten Hauptstäben bestehen. Seit ihrer Entdeckung auf Runensteinen im Hälsingland im 17. Jahrhundert sind stablose Runen auch als Hälsinge-Runen bekannt. Sie kommen aber auch in Medelpad, Södermanland und der norwegischen Stadt Bergen vor. Die Runensteine von Aspa Sö 137, Skarpåker Sö 154, Österberga (Sö 159) und Spånga Sö 164 haben, teilweise vermischt mit anderen, auch stablose Runen.
Das Bandartige von Runenzeilen wird oft betont, indem die Zeichen zwischen zwei ununterbrochene parallele „Führungslinien“ geritzt werden (vgl. den Stein von Rök, Abb. oben). Solche Randlinien begegnen uns schon bei den ältesten Ritzungen. In vielen Inschriften sind die einzelnen Wörter durch Worttrenner, die aus ein bis fünf übereinanderstehenden Punkten oder kleinen Strichen bestehen, voneinander abgesetzt. Der älteste Beleg findet sich auf der Fibel von Skovgårde (Udby), die ca. 200 zu datieren ist: lamo : talgida „Lamo schnitzte“. Bei Einzelwörtern finden sich auch Schlussmarken gleicher Form. Später unter christlichem Einfluss finden sich auch kleine Kreuze.
Wie die lateinische Schrift kennt auch die Runenschrift Ligaturen, also Verschmelzungen zweier Buchstaben zu einem Zeichen. Diese Binderunen werden in der wissenschaftlichen Umschrift mit einem Bogen über der Zeile gekennzeichnet.

### „Antiquarische“ Runenalphabete des frühen Mittelalters

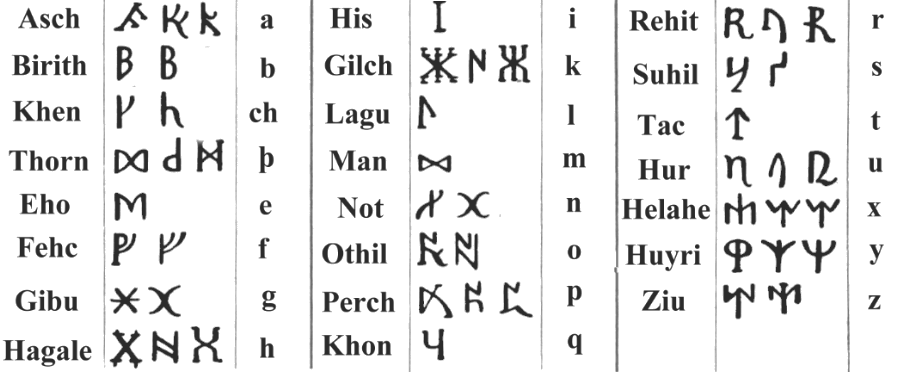
„Markomannische Runen“

Schon sehr früh, nachdem sie außer Gebrauch gekommen waren, wurden Runenreihen von lateinkundigen Kirchenmännern als enzyklopädische Kuriositäten und vermeintliche Geheimschriften gesammelt – man stellte die Runen dem griechischen, hebräischen und „chaldäischen“ Alphabet an die Seite, den Tironischen Noten und dem Phantasiealphabet des Aethicus. Besonders das Kloster Fulda mit seiner starken insularen Tradition pflegte im 9. Jahrhundert, wie es scheint, einen Forschungs- und Sammelschwerpunkt „Runica“.
In einigen Handschriften des 8./9. Jahrhunderts aus oberdeutschen Klöstern ist in einer Abhandlung „Über die Erfindung der Buchstaben“ (De inventione litterarum) ein merkwürdiges Runenalphabet in der Reihenfolge der lateinischen Buchstaben überliefert. Es besteht aus den Zeichen des älteren Futhark mit Verschreibungen oder auch angelsächsischen Einflüssen durch Zufügung von Runen aus dem Futhorc und soll auf Hrabanus Maurus, den Abt von Fulda und Alkuin-Schüler, zurückgehen („Hrabanische Runen“). Da diese Reihe (die früher irreführend als „Markomannische Runen“ bezeichnet wurde) nur in einigen Handschriften, aber nirgends inschriftlich vorkommt, dürfte sie wohl nur ein Versuch der Mönche gewesen sein, allen Buchstaben der lateinischen Schrift Runenzeichen zuzuordnen.
Beginn des Abecedarium Nordmannicum
feu forman

ur after

thuris thritten stabu

os is th(em)o oboro …
Vieh zuerst,

Ur danach,

Thurse als dritten Stab,

Ans ist rechts davon …
In derselben Alkuin-Handschrift, in der sich ein gotisches Alphabet und gotische Textbeispiele aufgezeichnet finden, der sogenannten Salzburg-Wiener Handschrift (Wien, Ms. 795, spätes 8. Jahrhundert?), ist auch ein 28-buchstabiges angelsächsisches Futhark mit Runennamen überliefert.
Daneben existiert eine Reihe von Runengedichten, in denen die Reihenfolge, die Namen und die Bedeutung der Runen in eine memorierbare Form gebracht waren: Das so genannte Abecedarium Nordmannicum und älteste überlieferte Beispiel (9. Jahrhundert, Handschrift Walahfrid Strabos) in einem Gemisch von Altsächsisch, Althochdeutsch, Angelsächsisch und Nordisch, das angelsächsische Runengedicht in 94 Stabreimversen (11. Jahrhundert) und hochmittelalterlich überlieferte Exemplare aus Norwegen und Island (13. und 15. Jahrhundert).
Aus der Lieder-Edda sind die Rúnatal („Runenrede“) in der Sigrdrífomál und der Rúnatals þáttr Óðins in den Hávamál, ebenfalls hochmittelalterlich, poetisch-literarisch überliefert. In diesen Versen sind die namentlichen oder sinnverbundenen Bedeutungen der einzelnen Runen in einen mythischen Kontext gestellt, insbesondere zur Figur Odins als Schöpfer der Runen. Hierbei finden sich Abweichungen zu den Bedeutungen der einzelnen Runenbezeichnungen aus den Runengedichten.

## Runen als Begriffszeichen

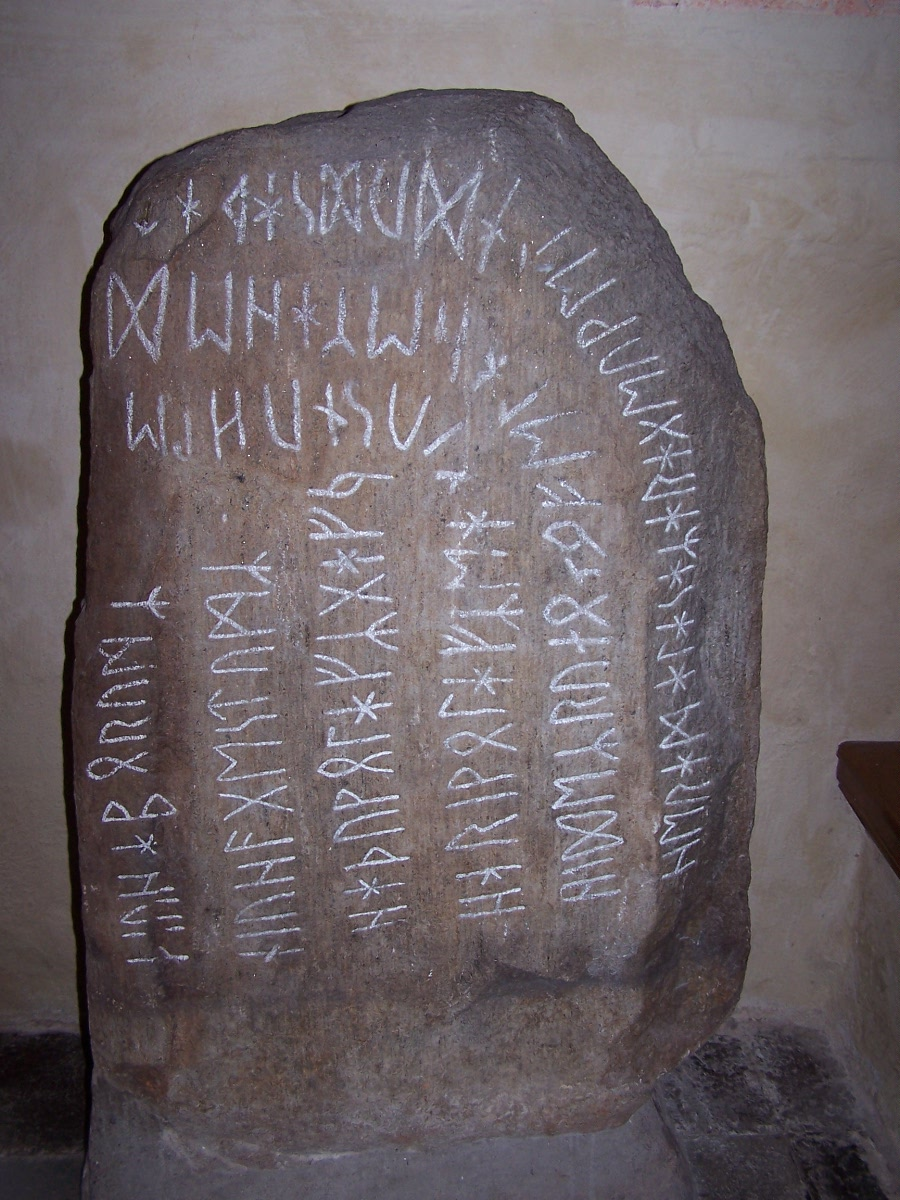
Stentoften-Stein

Neben dem normalen Lautschreibungsprinzip (Rune steht für einen Laut) konnte das einzelne Runenzeichen im Sinne seines „Namens“ auch wie eine Art ideographisches Symbol verwendet werden. Das Einzelzeichen o konnte also für „Erbbesitz“ stehen. Man spricht in diesem Fall von Begriffsrunen. Ein Beispiel für den Gebrauch von Begriffsrunen ist die Zeile „Hathuwolf gab j“ auf dem sog. Stentoften-Stein (Südschweden, 7. Jahrhundert). Die j-Rune ist hier mit ihrem Begriffswert „ein (gutes) Jahr“ zu lesen.
Diese Technik findet sich unsystematisch fortgesetzt in der Praxis mittelalterlicher Schreiber, besonders in altenglischen und altisländischen Handschriften. Dort können bestimmte Einzelrunen inmitten des lateinschriftlichen Texts wie Logogramme gebraucht werden: die M-Rune kann für altengl. man, mon („Mensch“, „Mann“) oder für altisl. maðr („Mensch“, „Mann“) stehen.

## Runen als magische Zeichen

Speerblätter von Müncheberg und Kowel (rechts)

Schriftgebrauch wurde in allen archaischen Kulturen (auch) als Medium magischer Macht und Aura angesehen. Viele der alten Kulturen hielten ihre Schrift für die Erfindung oder das Geschenk eines Gottes. Zweifellos waren auch die Runen, zumal in ältester Zeit, mit sakralen und religiösen Zwecken verbunden (Grabinschriften, Opfer an Götter, Amulette etc.). Unter den ältesten Funden sind mehrere Ritzungen auf Lanzen- und Speerspitzen, die die Funktion dieser Waffen mit poetisch-magischen Namen beschwören. Bedeutung der Inschrift auf der linken Lanzenspitze: raunijaR. „Herausforderer“, „Erprober“ (Lanzenspitze von Øvre Stabu), tilarids – „Ziel-Verfolger“ (Kowel) Bedeutung auf der rechten Lanzenspitze: wagnijo – „Angreifer“, „Renner“ (Illerup Ådal). Eine magische Funktion der Runen wird schon nahegelegt durch die zahlreichen Inschriften, die die Runenreihe (f u th a r k …, oft ergänzt durch die Runenmeister-Signatur) enthalten. Überliefert sind in Schweden die Namen der Runenmeister Hjälle, Hjälm, Huarpr, Osbjörn und Tryggve. Einen Mitteilungswert besitzt diese Zeichenfolge nicht – sie muss als Schriftmagie und/oder als Ausdruck eines Bewusstseins, dass Schrift an sich einen Eigenwert habe, gelten. Auch der Name der Runen, der „Geheimnis“ bedeutet, bezeugt diese Aura.
Die Entstehung der Runen wird oft im Zusammenhang mit Orakelbräuchen vermutet; ein solcher Zusammenhang ist jedoch nicht gesichert. Ein frühes Zeugnis für das germanische Losorakel im 1. Jahrhundert n. Chr. ist im 10. Kapitel der Germania des Tacitus erhalten. Man streute mit „gewissen Zeichen“ (notis quibusdam) bezeichnete hölzerne Stäbchen auf ein weißes Tuch. Darauf wurden auf gut Glück drei dieser Stäbchen aufgehoben und gedeutet. Dies wurde nacheinander dreimal durchgeführt. Ob es sich bei diesen Zeichen aber schon um Vorläufer der Runenschrift oder sogar schon um eigentliche Runen handelte, ist kaum bestimmbar. Archäologische Funde haben nirgends solche Orakelstäbe zu Tage gefördert.
Die Verwendung der Runen zu magischen Zwecken ist besonders im Norden bezeugt. Als Begriffsrunen bedeuteten zum Beispiel Vieh, (gutes) Jahr, Gabe, Ritt einen entsprechenden Segenswunsch, umgekehrt sollten Not, Geschwür eine Befürchtung bannen oder einen Fluch aussprechen. Viele frühe Inschriften bestehen aus einem einzigen Wort wie alu, laukaz, laþu, was man meist als magische Formeln („Heil“, „Gedeihen“) versteht. Auch hier folgt die nordische Welt antiken Vorbildern, Fluchtäfelchen waren in der gesamten klassischen Antike weit verbreitet und beliebt. In den jüngeren skandinavischen Denkmälern werden Zauberrunen für bestimmte Zwecke erwähnt, so Siegrunen, Bierrunen, Bergerunen (zur Geburtshilfe), Seerunen (zum Schutz der Schiffe), Rederunen (um klug zu sprechen), Löserunen (bei Gefangenschaft), Runen zum Besprechen (Stumpfmachen) der Schwerter und dergleichen.
Der Gott des Runenwissens und der Runenmagie ist Odin. Ein Götterlied der Lieder-Edda (Hávamál) erzählt, wie Odin sich selbst opferte und neun Tage kopfüber in der Weltesche Yggdrasil hing, bevor er Kenntnis von der Macht der Runen gewann und sich befreien konnte. Im weiteren Verlauf des Liedes werden magische Kräfte der Runen beschrieben und schließlich 18 Zaubersprüche genannt. Ein anderes Lied der Edda, Skirnirs Fahrt, illustriert einen profaneren Einsatz von Zauberrunen: den Widerstand einer sich verweigernden Frau zu brechen. Als Brautwerber für den Gott Freyr droht Skírnir der Riesentochter Gerd mit immerwährender Verfluchung, falls sie sich mit dem Gott nicht einlassen wolle. Dazu ritzt er am Ende seiner eindrucksvollen Drohrede einen Thursen (d. h. die schadenbringende th-Rune) und der Runen drei: Argheit und Unrast und Irresein, und daraufhin willigt Gerd in ein Stelldichein mit Freyr ein.

In der Egils saga wird die Wirkung der Runen im Zusammenhang mit einer Krankheit beschrieben: 

„Og er þeir Egill sátu og mötuðust, þá sá Egill, að kona sjúk lá í þverpallinum; Egill spurði Þorfinn, hver kona sú væri, er þar var svo þunglega haldin. Þorfinnur segir, að hún hét Helga og var dóttir hans - ‚hefir hún haft langan vanmátt‘, og það var kröm mikil; fékk hún enga nótt svefn og var sem hamstoli væri. ‚Hefir nokkurs í verið leitað‘, segir Egill, ‚um mein hennar?‘ Þorfinnur segir: ‚Ristnar hafa verið rúnar, og er sá einn bóndason héðan skammt í brott, er það gerði, og er síðan miklu verr en áður, eða kanntu, Egill, nokkuð gera að slíkum meinum?‘ Egill segir: ‚Vera kann, að ekki spillist við, þó að eg komi til.‘ Og er Egill var mettur, gekk hann þar til, er konan lá, og ræddi við hana; hann bað þá hefja hana úr rúminu og leggja undir hana hrein klæði, og nú var svo gert. Síðan rannsakaði hann rúmið, er hún hafði hvílt í, og þar fann hann tálkn, og voru þar á rúnarnar. Egill las þær, og síðan telgdi hann af rúnarnar og skóf þær í eld niður; hann brenndi tálknið allt og lét bera vind í klæði þau, er hún hafði haft áður. Þá kvað Egill:Skalat maðr rúnar rísta,

nema ráða vel kunni,

þat verðr mörgum manni,

es of myrkvan staf villisk;

sák á telgðu talkni

tíu launstafi ristna,

þat hefr lauka lindi

langs ofrtrega fengit.
Egill reist rúnar og lagði undir hægindið í hvíluna, þar er hún hvíldi; henni þótti sem hún vaknaði úr svefni og sagði, að hún var þá heil, en þó var hún máttlítil“

„Als Egil und die Seinen sich gesetzt hatten und aßen, da sah Egil, dass ein Mädchen krank auf dem Querbett lag. Egil fragte Thorfinn, wer das Weib sei, das dort so krank liege. Thorfinn meinte, sie heiße Helga und sei seine Tochter – ‚sie hat schon lange krank gelegen. Sie litt an Auszehrung. Keine Nacht schlief sie und war wie wahnsinnig.‘ ‚Habt ihr irgendwelche Mittel gegen die Krankheit angewendet?‘ fragte Egil. Thorfinn sprach: ‚Runen sind geritzt worden, und ein Bauernsohn ganz in der Nachbarschaft ist’s, der dies tat. Es steht aber seitdem viel schlimmer als vorher. Kannst du, Egil, etwas wider solches Übel tun?‘ Egil meinte: ‚Möglich, dass es nicht schlechter wird, wenn ich mich daran mache.‘ Als Egil gegessen hatte, ging er dorthin, wo das Mädchen lag, und sprach zu ihr. Er bat, sie von dem Platz zu heben und reines Zeug unter sie zu legen. Das geschah. Darauf durchsuchte er den Platz, auf dem sie gelegen hatte und fand dort ein Fischbein, auf dem Runen geritzt waren. Egil las sie. Darauf schabte er die Runen ab und warf sie ins Feuer. Er verbrannte das ganze Fischbein und ließ das Zeug, das das Mädchen gehabt hatte, in den Wind tragen. Dann sprach Egil:Runen ritze keiner

Rät’ er nicht, wie’s steht drum!

Manches Sinn schon, mein ich,

Wirren Manns Stab irrte.

Zehn der Zauberrunen

Ziemten schlecht dem Kiemen:

Leichtsinn leider machte

Lang des Mädchens Krankheit.Egil ritzte Runen und legte sie unter das Polster des Lagers, auf dem das Mädchen ruhte. Ihr deuchte da, als ob sie aus dem Schlafe erwache, und sie sagte, sie sei gesund, wenn auch noch schwach. (Kiemen ist der Walknochen, auf dem die Runen geritzt waren. Der verliebte Bauernsohn hatte die falschen Runen geritzt.)“

## Vorkommen

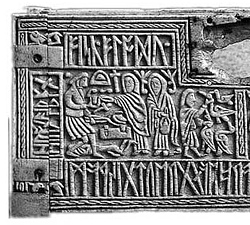
Runenkästchen von Auzon (spätes 7. Jahrhundert) mit altenglischen Stabreimversen in Runen, vordere Tafel: Szene aus der Wieland-Sage

Zu zusammenhängender Schrift sind die Runen von den Germanen des Kontinents nur in geringem Umfang gebraucht worden. Runensteine gibt es in Mitteleuropa nicht. Die einzigen dort erhaltenen Runenritzungen finden sich auf Schmuck, Waffen und (seltener) auf Gebrauchsgegenständen. Auch in England war die Verwendung von Runen zu diesem Zweck nicht häufig: Das umfangreichste Denkmal, die Inschrift auf dem Kreuz von Ruthwell, stammt bereits aus christlicher Zeit. Die Runenschnitzerei auf dem Walbeinkästchen von Auzon (auch Franks Casket genannt) gibt altenglische Stabreimverse wieder, die frühesten überhaupt überlieferten. Dieses in Nordengland um 650 entstandene Stück gehört zu den eindrucksvollsten kunsthandwerklichen Schöpfungen der germanischen Zeit.
Ein profaner Gebrauch war gerade in der Frühzeit gleichsam als Markenzeichen auf Gegenständen üblich. Formeln wie „(Name) machte …“ sind nicht selten. Damit konnten ebenso (Kunst-)Handwerker wie Runenritzer ihre Leistung bezeichnen. Ein besonderes Fundstück dieser Art ist eine Holzplatte aus dem Bootsgrab der Wurt Fallward (Cuxhaven). Dendrochronologisch ließ sich das Holz, das vermutlich als Oberteil eines Schemels diente, auf das Jahr 431 datieren. Der Besitzer, der möglicherweise in römischen Diensten stand, ließ auf der Kante die Inschrift ksamella lguskathi anbringen (scamella, lat. für Schemel). Kämme wurden gern als Kamm und Hobel als Hobel gekennzeichnet, was vielleicht einen spielerischen Umgang mit Schriftkultur bezeugt.

### Die Runen in Mitteleuropa
In Mitteleuropa tauchen die ersten Runen ab dem 3. Jahrhundert auf (Lanzenspitze von Dahmsdorf östlich von Berlin, Kamm von Erfurt-Frienstedt). Ab der Mitte des 6. Jahrhunderts finden sie sich regional und zeitlich stark gehäuft, mit der Christianisierung im 7. Jahrhundert verschwinden sie wieder. Vor allem bei den Alamannen und am Mittelrhein (heutiges Südwestdeutschland) und Südbayern finden sich relativ viele Runenritzungen. Charakteristisch ist, dass Runen nur dort vorkommen, wo germanisch sprechende Menschen lebten (im Westen bis Charnay, Burgund, siehe Burgunden). Auch sind die mitteleuropäischen Inschriften, soweit sie deut- und lesbar sind, immer in germanischer Sprache gehalten, genauer in Westgermanisch oder einer seiner Varianten, wie beispielsweise einer Frühform des Friesischen.
Bisher kennt man ca. 80 Inschriften, die fast ausschließlich von Gegenständen aus Gräbern stammen. Zumeist handelt es sich dabei um Schmuck, der von Frauen getragen wurde (Fibeln), oder, weit seltener, Gürtel- und Waffenteile bei Männern. Daneben gibt es auch sehr selten organische Gegenstände aus Holz und Bein. Da fast sämtliche Runenfunde aus Gräbern stammen und sich dort Metallgegenstände weit besser erhalten als zum Beispiel Holz, darf man daraus nicht schließen, dass Runen bevorzugt in Metallgegenstände geritzt wurden. Die deutliche Überzahl von Frauengräbern mit Runengegenständen dürfte darauf zurückzuführen sein, dass sich Ritzungen besonders gut bei Edel- und Buntmetallschmuckstücken erhalten haben als dies bei den viel stärker korrodierten eisernen Waffen- und Gürtelteilen der Männer der Fall ist.
Der Gebrauch der Runen war in Mitteleuropa aber nur von kurzer Dauer, denn spätestens nach der Mitte des 7. Jahrhunderts finden sich keine Runen mehr. Besonders zahlreich treten Runenritzungen zwischen 550 und 600 n. Chr. auf.

#### Inhalte
Die Inschriften sind kurz, häufig nur ein Wort, manchmal nur eine einzelne Rune. Die längsten Inschriften (Neudingen, Runenschnalle von Pforzen) sind gerade einmal ein bis zwei Sätze lang. Häufig sind die Inschriften nicht deutlich erkennbar oder lesbar. Neben den Einzelrunen gibt es „falsch“ geschriebene Runen und Pseudorunen.
Selbst wenn die Inschrift gut zu erkennen und länger ist, gibt es wissenschaftlich oft kaum eine einhellige Meinung zu einer Übersetzung des Inhaltes. Deutlicher ist zum Beispiel der Holzstab (Teil eines Webstuhls) aus Neudingen (Baden-Württemberg): „lbi (ergänzt zu leub/liubi): imuba: hamale: blithguth uraitruna“ (Liebes der Imuba: (von) Hamale: Blithgund ritzte/schrieb die Runen) oder die Fibel von Bad Krozingen (Baden-Württemberg) „Boba leub Agirike“ („Boba ist lieb dem Agerich“ oder „Boba wünscht Liebes dem Agerich“).

#### Runen als Geheimschrift in mittelalterlichen Glossen des 7. bis 11. Jahrhunderts
Aus dem Mittelalter sind zahlreiche Beispiele geheimschriftlich annotierter Klostermanuskripte bekannt. Diese enthalten Anmerkungen, die als Griffelglossen ausgeführt sind. Diese Runen-Geheimschriften verwenden meist ein an Angelsächsisch angelehntes Futhark. Beispiele dafür befinden sich zum Beispiel in der Stiftsbibliothek St. Gallen, zum Beispiel Cod. 11, S. 144 (Geheimglosse in Runenschrift). Hierzu die Quellensammlung von Andreas Nievergelt (2009): Althochdeutsch in Runenschrift. Geheimschriftliche volkssprachige Griffelglossen. In: Beiheft ZfdA 11. Stuttgart: Hirzel.

#### Magische Runen in Mitteleuropa
Anders als bei den skandinavischen Funden lassen sich im mitteleuropäischen Raum weniger Inschriften als eindeutig magisch oder als Zauberformeln deuten. Es handelt sich meist um eher profane private Vermerke, Liebesbezeugungen oder Schenkungswidmungen. Nicht wenige der Ritzungen tragen die Signatur einer Frau.
Auf den Brakteaten von Hüfingen (Baden-Württemberg) finden sich die Formelwörter „alu“ (Ale/Bier = Gesundheit/Schutz?) und „ota“ (Schrecken/Abwehr?), die auch aus dem Norden bekannt sind. Möglicherweise handelt es sich hierbei um magische Formelwörter, die Unheil abwehren und Gedeihen herbeiwünschen sollen.
Auf der Fibel von Beuchte (Niedersachsen, 6. Jahrhundert) finden sich zwei Inschriften (1. Buirso, wohl der Name des Runenmeisters, 2. die Futhark-Reihe von f bis r, erweitert um z und j), wobei die eine im Gegensatz zur Fibel keine Abnutzungsspuren aufweist und womöglich erst nach dem Tode der Trägerin eingeritzt worden war (die Futhark-Reihe, also die ersten acht Zeichen, als „Alphabet-Zauber“, die quasi als magische „Formel“ gilt?). Dies könnte darauf hindeuten, dass die Inschrift zur Abwehr eines „Wiedergängers“ gedacht war.
Auf dem silbernen Scheidenmundblech aus dem Männergrab 186 von Eichstetten am Kaiserstuhl (Baden-Württemberg) wurde die Inschrift (erster Teil nicht sinnvoll lesbar) „muniwiwoll“ eingeritzt. Dies wird als „mun(t) wi woll“ gelesen und mit „Schutz wie Wohl“ (Munt/Mund bedeutet Schutz und steckt heute noch im Wort „Mündel“ (Schützling)) oder einfach „Guter Schutz/Schutz wie vortrefflich“ übersetzt. Anscheinend erhoffte sich der Besitzer durch die Runen Schutz im Kampf.
Die zahlreich auftauchenden Futhark-Einritzungen auf Schmuck und Waffen werden meist als Glücksfetische gedeutet.

#### Religion
Auf der Fibel von Nordendorf (bei Augsburg, Ende 6. Jahrhundert) wird vielleicht eine Göttertrias genannt: „logaþore wodan wigiþonar“. Leicht zu erkennen sind die aus späteren Quellen bekannten südgermanischen Götter Wodan und Donar, der hier mit der Vorsilbe wigi- als besonders verehrenswert benannt wird (ahd. wîh, noch im 19. Jhd. mundartlich weich „heilig“ < germ. *wīgian 'weihen'; vielleicht aber auch zu germ. *wīgan 'kämpfen' zu stellen). Logathore könnte ein dritter, lokaler Gott gewesen sein, der wohl nicht an die nordgermanischen Loki oder Loðurr anzuschließen ist.
Klaus Düwel liest logaþore hingegen als „Ränkeschmiede/Zauberer“ und deutet die Inschrift als „Ränkeschmiede/Zauberer (sind) Wodan und Weihe-Donar“. Dies entspräche dann einer Verdammung der alten Götter und einem Bekenntnis der Trägerin zum neuen christlichen Glauben. Demgegenüber liest U. Schwab „Zauberhaft/Zauberer (im positiven Sinne) (sind) Weihe-Donar und Wodan“, womit die Trägerin dem alten Glauben angehangen hätte. Doch könnte logaþore auch als Kenning für eine weitere Gottheit (vielleicht Tyr) stehen, die die Trias wiederum vollständig machte.
In einigen Fällen sind Formeln bezeugt, die nicht anders denn als Abwendung von den heidnischen Gottheiten gelesen werden können. Auf der Scheibenfibel von Osthofen ist mit der Inschrift „Gott mit dir, Theophilus (= Gott-Freund)“ die Wendung zum Christentum deutlich vollzogen. In einem Kirchengrab in Arlon (Belgien) fand sich eine, durch eine Kreuzdarstellung als christlich ausgewiesene, Amulettkapsel mit Runen, die recht eindeutig die dort bestattete Tote als Christin ausweist. In einem reich ausgestatteten Frauengrab bei Kirchheim unter Teck (Baden-Württemberg) vom Ende 6. Jh. wurde neben einer großen Runenfibel ein Goldblattkreuz gefunden, das eine Annäherung an christliches Gedankengut zumindest denkbar erscheinen lässt.

#### Beginn und Ende der Runenritzungen
Die Germanen Mitteleuropas übernahmen die Runen erst fast 400 Jahre nach der ersten Verwendung dieses Schriftsystems in Skandinavien. Es stellt sich die Frage, warum sie sich nicht gleich (oder früher) der lateinischen Schrift der benachbarten römischen Gebiete bedienten. Bemerkenswert ist in diesem Zusammenhang der Umstand, dass die Runen hier erstmals auftauchen, als die Gebiete in das Frankenreich eingegliedert wurden (Alamannen 496/506/535, Thüringer 529/532) und Bajuwaren (Mitte 6. Jh.). Eine These lautet, dass nach dem Fall des Thüringerreiches 531 die „romanisch“ geprägten Franken und Alemannen zu direkten Nachbarn der Sachsen wurden und sich der Austausch zwischen Nord und Süd intensivierte.
Zeitlich gilt dasselbe für die so genannte „nordische“ Modewelle, mit der viele Elemente und Formen (Fibelformen, Brakteaten, Verzierungen im Tierstil I und II) verstärkt ab ca. 530 n. Chr. von Skandinavien nach Mitteleuropa gelangten bzw. dort kopiert wurden und zu eigenen Formen anregten (kontinentaler Tierstil II). Dass auch die Runen im Zuge dieser Modewelle nach Süden gelangten, ist durchaus möglich; man bedenke auch die Formelwörter alu und ota, auf den Brakteaten von Hüfingen, die häufig in Skandinavien vorkommen. Wie diese „nördlichen“ Elemente sich verbreiteten und weshalb sie in Mitteleuropa so bereitwillig rezipiert wurden, ist noch nicht hinreichend erklärt. Es könnte sich um intensivierte Handelsbeziehungen handeln oder um engere soziale Kontakte (Heiratsbeziehungen, Einwanderung, Wanderhandwerker oder Krieger, die sich neuen Gefolgschaftsherren auf dem Festland anschlossen). Eine weitere These lautet, dass diese „nordischen“ Elemente gezielt von einigen germanischen Gruppen übernommen wurden, um sich eine eigene Identität zu geben und diese nach außen (eventuell gegen die eher romanisierten Gebiete/Gruppen und die Einflüsse aus dem Mittelmeerraum) zu demonstrieren und sich dadurch abzugrenzen. Alles weist jedoch darauf hin, dass der Gebrauch von Runen auf dem Boden des fränkischen Reichs ein kurzlebiges und sekundäres Phänomen war.
Warum der Brauch, Runen zu ritzen, in Mitteleuropa im 7. Jahrhundert ausstarb, ist nicht geklärt. Dass die römische Kirche aktiv gegen den Runengebrauch vorging, ist wenig wahrscheinlich. Weder ist ein solches Verbot überliefert, noch scheinen christlicher Glaube und Runen unverträglich gewesen zu sein. Einige mit Runengegenständen Bestattete waren anscheinend schon Christen (Arlon, Kirchheim). Zudem arrangierte sich die Kirche in England und Skandinavien recht zwanglos mit Runen als Schrift. Dennoch dürfte die vom Frankenreich ausgehende Christianisierung mit einem Wandel vieler Bräuche und einer latenten Romanisierung (abzulesen zum Beispiel am Lehnwortschatz) einhergegangen und somit indirekt auch für das Erlöschen der Runenkultur verantwortlich gewesen sein.
Da die Runen nur für einen recht kurzen Zeitraum in Gebrauch waren (ca. 100 bis 150 Jahre) und die Inschriften oftmals eine unsichere Hand verraten, war die Kenntnis vermutlich nie sehr verbreitet oder fest verwurzelt. Viele Inschriften machen einen ausgesprochen „privaten“ Eindruck. Etwas, das der skandinavischen Runenmeisterkultur mit ihrer Traditionsbildung entsprach, existierte in Mitteleuropa offenbar nicht. Stattdessen wechselte man, wohl unter dem mittelbaren Einfluss der Kirchen und Klöster, auf die gebräuchlichere, „internationalere“ und prestigereichere lateinische Schrift über.

### Die Runen in Skandinavien
Im skandinavischen Norden, wohin die lateinische Schrift erst im Mittelalter im Zuge der Christianisierung gelangte, nahm die Verwendung der Runen dagegen bis zum hohen Mittelalter weiter zu. Runeninschriften sind beispielsweise häufig in norwegischen Kirchen zu finden, aber auch bei Grabinschriften oder zum Andenken an Familienangehörige auf Runensteinen. Aus der Zeit des älteren Futharks stammt die Inschrift auf dem kleineren der Goldhörner von Gallehus, die große Berühmtheit erlangte.

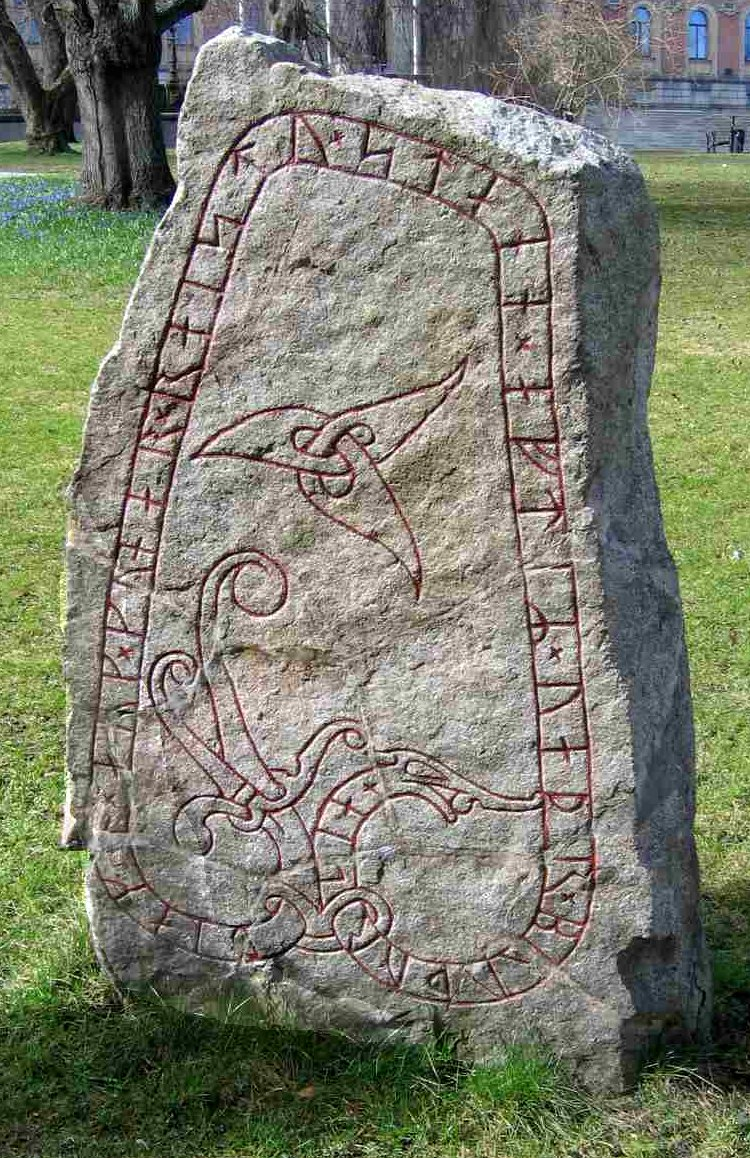
Runenstein in Uppsala

Die Inschriften im kürzeren Futhark beginnen etwa um 800; Beispiele dafür sind die Steine von Helnæs und Flemløse auf Fünen. Ganz sicher datierbar sind jedoch erst die zweifellos jüngeren Jellingsteine aus dem 10. Jahrhundert. Diese Runen sind in Schweden besonders zahlreich und reichen bis in spätere Zeit hinauf, auf Gotland bis ins 16. Jahrhundert; einige (beispielsweise der Runenstein von Karlevi auf Öland und der Runenstein von Rök in Östergötland) enthalten stabreimende Verse. Die jüngeren Inschriften aus der Wikingerzeit machen mit über 5000 den Hauptanteil aller erhaltenen Runendenkmäler aus. Allein im schwedischen Uppland finden sich 1200 Runensteine, in ganz Schweden etwa 2500. Die meisten Steine tragen Inschriften der Art „(Name) errichtete für (Name)“ und anschließend wird der Verwandtschaftsgrad genannt. Manche Inschriften sind verschlüsselt. Der Gebrauch der Runen in Handschriften (auch Runica manuscripta genannt) ist im Vergleich dazu selten; literarische Texte wurden hingegen in Lateinschrift festgehalten. Das umfangreichste Denkmal handschriftlicher Runen ist der so genannte Codex Runicus mit dem schonischen Recht aus dem 14. Jahrhundert. Besonders lange wurden Runen auf Kalenderstäben gebraucht.
Da Mythen, Sagen und epische Lieder mündlich überliefert wurden und die isländischen Prosa-Sagas von Anfang an eine (latein)schriftliche Textgattung waren, spielten Runen als Medium literarischer Überlieferung kaum eine Rolle. Aber nicht nur die große Verbreitung von Inschriften macht es wahrscheinlich, dass seit der Wikingerzeit zumindest in der wohlhabenden Oberschicht Skandinaviens ein recht großer Teil der Menschen Runen lesen und schreiben konnte. Die große Mehrheit der einfachen Landbewohner allerdings wird gewusst haben, was auf den markanten Steinen stand und für wen sie errichtet waren, auch ohne selbst lesen und schreiben zu können. Runen dienten oft auch profanen Zwecken. Dazu zählen Besitzmarken, mit denen Handelswaren und anderes Eigentum gekennzeichnet wurden, geschäftliche Mitteilungen, aber auch Gelegenheitsinschriften in Form von kurzen privaten Botschaften, wie zum Beispiel die Aufforderung „kysmik“ (küss mich), die im Oslo des 11. Jahrhunderts auf einen Knochen geritzt wurde. Überliefert sind viele Runenstäbchen (Holzstäbchen mit Runen) und Bleistreifen mit solchen Liebesbezeugungen, Gedichten oder Handelsnotizen. Auch Verwünschungen blieben in Mode.
Erst im 16. Jahrhundert ging die Zeit der Runen in Skandinavien zu Ende. Lediglich in der schwedischen Provinz Dalarna hielt sich der Gebrauch von Runen noch bis ins frühe 20. Jahrhundert.
Als Erbe des langen Nebeneinanders von lateinischer und runischer Schrift enthält das isländische Alphabet bis heute ein Zeichen, das ursprünglich eine Rune war: Þ (thorn) steht für den stimmlosen th-Laut (wie beispielsweise im englischen Wort „thing“).

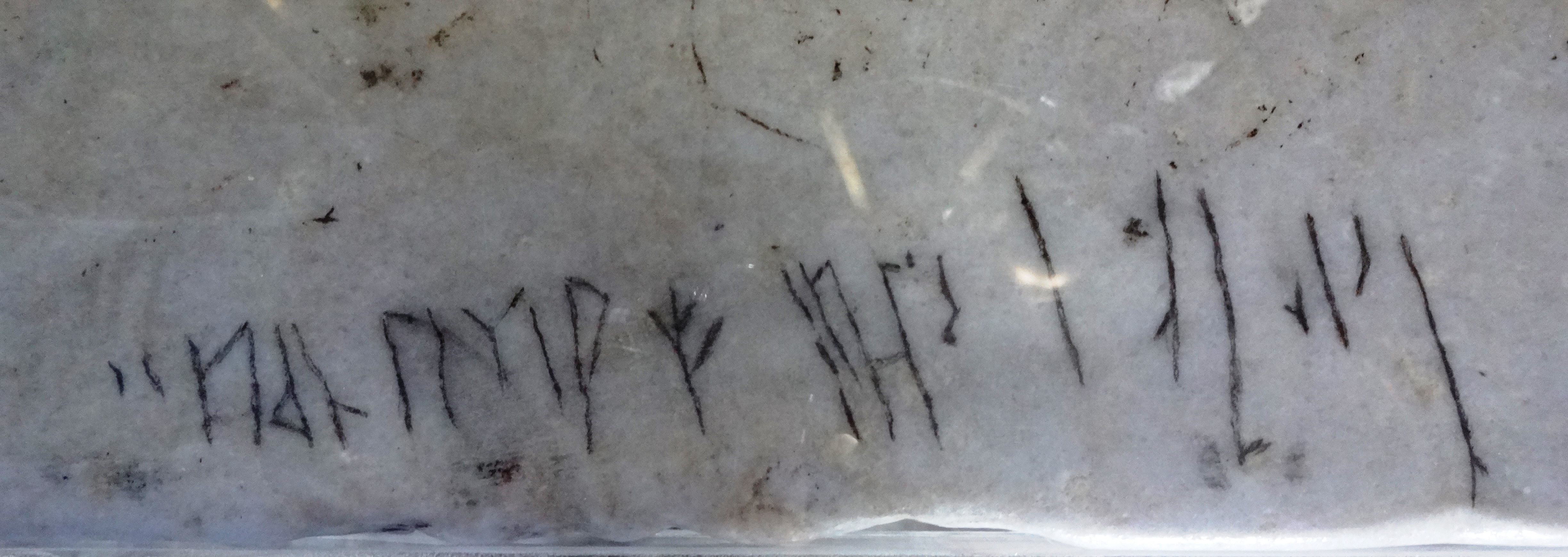
Runen auf Empore der Hagia Sophia, 9. Jh. n. Chr.

### Runen außerhalb Skandinaviens und Mitteleuropas
In Byzanz hinterließen mehrere nordische Reisende, möglicherweise Krieger der kaiserlichen Warägergarde, Runengraffiti auf Galerien der Hagia Sophia. Unter den Runeninschriften der Britischen Inseln gibt es neben den altenglischen auch etwa 220 Inschriften in altnordischer Sprache aus der Wikingerzeit. Runen wurden auch auf den Färöern, auf Island, in Russland (Staraja Ladoga) und auf Grönland gefunden.

## Runen in der Neuzeit

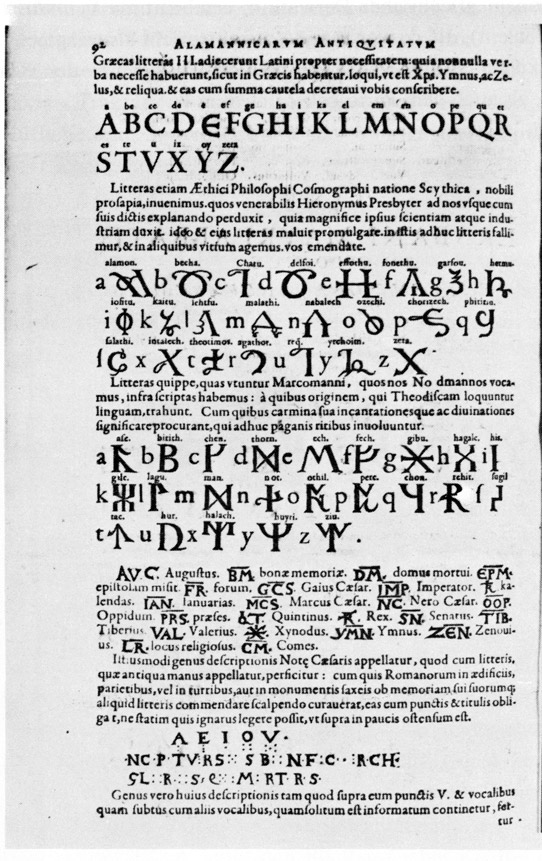
Alamannicarum Antiquitates von 1606

### Beginn der wissenschaftlichen Erforschung
Die Runen gerieten nie in völlige Vergessenheit. Die wissenschaftliche Befassung mit Runendenkmälern und der Runenschrift hielt sich das ganze Mittelalter hindurch, bis zum Humanismus auf denselben Gleisen wie die enzyklopädische und geschichtswissenschaftliche Beschäftigung mit anderen Altertümern. Humanisten wie der Schweizer Melchior Goldast fahndeten in mittelalterlichen Manuskripten nach der Geschichtsüberlieferung des eigenen „Stammes“, wenn sie althochdeutsche Texte ebenso abdruckten wie die klösterlichen Runentraktate des 9. Jahrhunderts (s. Abb.). Im Norden konnte sich die Aufmerksamkeit auf die inschriftlichen Denkmäler selbst richten. Seit dem 16. Jahrhundert wurden gelehrte Sammlungen und Studien veröffentlicht, allerdings erscheinen die Herleitungen der Schrift zum Beispiel aus der Zeit der Sintflut (Johan Magnus, 1554) oder von der hebräischen Schrift (Olaus Wormius, 1639) doch eher kurios. Johan Göranssons Baustil von 1750 ist mit seinen Abbildungen von 1200 schwedischen Runensteinen noch immer von wissenschaftlicher Bedeutung, auch wenn er die These vertrat, die Runen seien um 2000 v. Chr. von einem Bruder Magogs in den Norden gebracht worden. Das verlorengegangene Goldhorn von Gallehus ist nur noch durch Stiche des 18. Jahrhunderts fassbar.
Heute ist die Runenkunde (Runologie) kein eigenständiges akademisches Fach, aber ein etabliertes Forschungsgebiet im Berührungsfeld von vergleichender Sprachwissenschaft, Nordistik, Geschichtswissenschaft und Archäologie.

### Runenesoterik

Armanen-Futhark als Zahl-

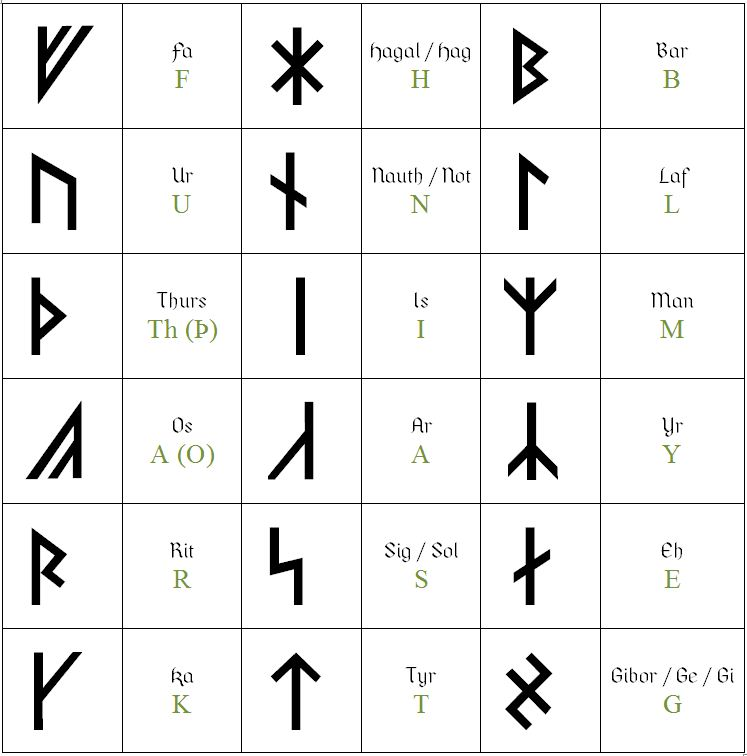
und als Buchstabenreihe

Gegen Ende des 19. Jahrhunderts keimte in einigen esoterischen Kreisen Interesse für die Runen auf. Es waren vor allem völkisch-mystisch gesinnte Menschen, die die Runen in ihrem Sinne umdeuteten, ihnen magische Kraft zuschrieben und sich neue Runenalphabete ausdachten. Die völkische Bewegung verwendete nie die historischen Runen, sondern frei erfundene runenähnliche Zeichen. Der bedeutendste Impulsgeber war Guido von List (1848–1919), ein österreichischer Romantiker und Mitgründer der rechtsesoterischen Ariosophie. Er empfing den Großteil seines okkulten „Runenwissens“ nach eigenem Bekunden in Form von Visionen und galt seinen Anhängern als eine Art Prophet. Er postulierte eine pseudohistorische Priesterschaft sogenannter Armanen, die in diese Geheimnisse eingeweiht gewesen seien, und sein frei erfundenes Futhark, das sich nur lose auf das jüngere Futhark stützt, wurde daher auch Armanen-Futhark genannt. List postulierte des Weiteren ein Urvolk mit eigener Ursprache namens „Ariogermanen“. Er behauptete, dass dieses Volk, diese reinblütige „Rasse“ von blonden, blauäugigen Menschen, schon seit Urzeiten ein 18 Runen umfassendes Schriftsystem benutzt habe.

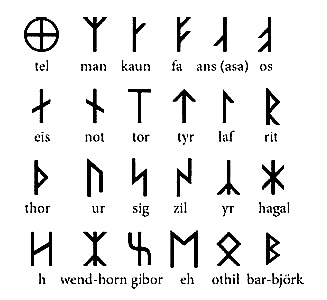
Von Wiligut entworfene Runen

Bis in die 1970er Jahre arbeitete die Runenesoterik fast ausschließlich mit diesem Armanen-Futhark. Spätere Autoren stützten sich auf dieses Futhark, so etwa Karl Maria Wiligut, der „Rasputin Himmlers“, und Friedrich Bernhard Marby, der Erfinder der Runengymnastik (auch als Runenyoga bekannt), bei dem die auszuführenden Figuren jeweils Runen symbolisieren und mit dem der „rassenbewusste nordische Mensch“ seinen Geist und Körper veredeln sollte.

#### Neuere Runenesoterik
Die neuere Runenesoterik bezieht sich häufig auf die Arbeiten des amerikanischen Runenmagiers Edred Thorsson (d. i. Stephen Flowers), Vorsitzender der Rune-Gild (Lit.: Edred Thorsson, 1987). Der in Nordistik/Altgermanistik promovierte Flowers verwendete als Grundlage auch wieder das ältere, 24 Runen umfassende Futhark anstelle des Armanen-Futhark. 
Generell zeichnen sich die Lehren der Runenesoterik durch einen starken Eklektizismus aus. Esoterisch arbeitende Runenmagier benutzen bei ihrer Beschäftigung mit Runenmagie und Runenorakel zum einen vorgeblich „eigene“ Gedanken und Überlegungen, greifen aber oft auch auf die wenigen schriftlichen Quellen des Hoch- und vor allem Spätmittelalters zurück, bei denen etwas über die magische Verwendung von Runen berichtet wird. Dazu gehören beispielsweise Phrasen, beziehungsweise Paraphrasen aus den eddischen Schriften und aus der übrigen weiteren altnordischen Literatur wie beispielsweise aus den Sagas und die Runengedichte. Dabei wird gerne übersehen, dass diese späten schriftlichen Überlieferungen aus einem bereits vollständig christianisierten Umfeld stammen und entsprechend kaum reine „germanisch-heidnische“ Vorstellungen wiedergeben. Allerdings legt die Runenmagie keinen Wert auf historische Richtigkeit (sie ist schließlich keine Wissenschaft), sondern auf den praktisch-subjektiven Zugang, der jede (objektive) Fehlinterpretation verzeihlich macht.  Meist wird in Publikationen zum esoterischen und magischen Gebrauch der Runen betont, dass der jeweilige Autor nur eine Hilfestellung und Ideen liefern möchte, dass jedoch bei der Arbeit mit Runen jeder neue Adept aus sich selbst heraus individuell die Runen und ihre Kraft „verstehen“ und den Umgang mit ihnen lernen müsse – etwa durch Meditation, Trance u. ä.

### Völkische Ideologie und Rechtsextremismus

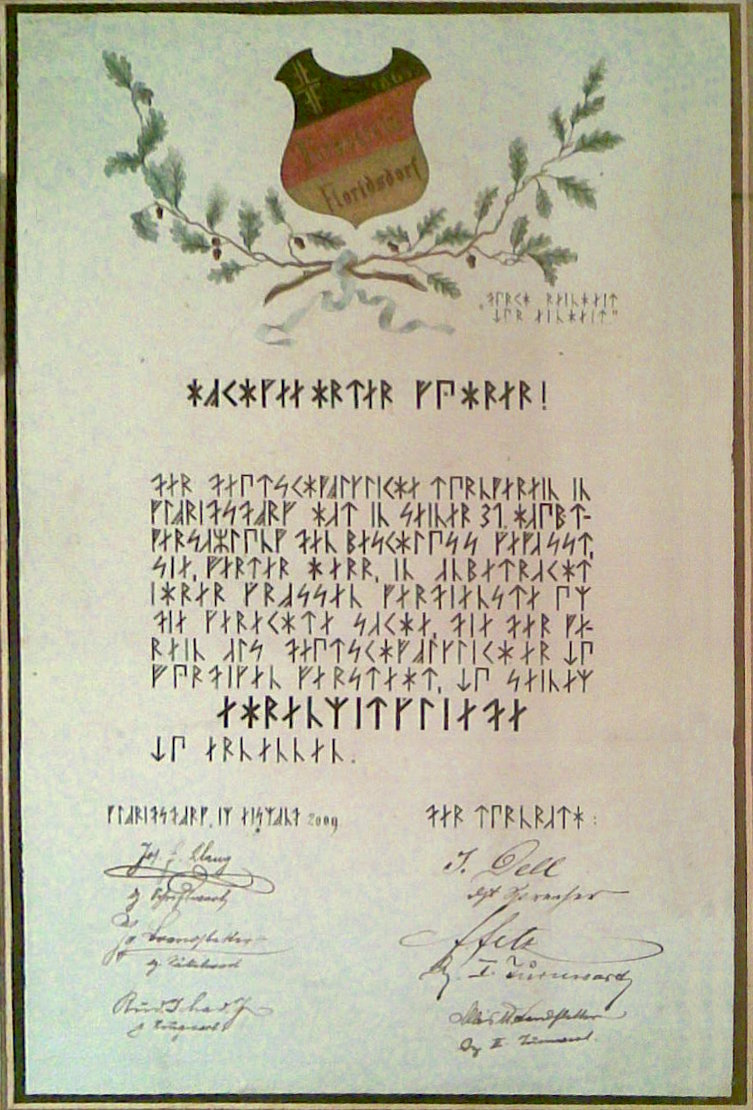
Mitgliedsurkunde des Floridsdorfer Turnvereins für den deutschnationalen Politiker Georg von Schönerer in Runenschrift

Als autochthone, rein germanische Leistung waren die Runen anfällig dafür, für ideologische und politische Zwecke zur Zeit des Nationalismus instrumentalisiert zu werden. Schon im 17. Jahrhundert entwickelten Dänemark und Schweden einen ahistorischen Stolz auf „ihre“ Runen. Einer kulturkritischen Strömung am Ende des 19. und Beginn des 20. Jahrhunderts, die sich in neuheidnischen und antisemitischen Tendenzen äußerte, kamen vorchristliche, „nordische“ Traditionen nur gelegen. Die Vereinnahmung der völkischen „Sig-Rune“ (wie auch Teile der nordischen Mythologie) durch die Hitlerjugend und die SS in der Zeit des Nationalsozialismus und der Odalrune durch Neonazis (siehe Rechtsextreme Symbole und Zeichen) ist dabei nur die bekannteste Form dieser ideologischen Indienstnahme. Einzelne Runen, insbesondere solche aus Lists Armanen-Futhark, und runenähnliche Zeichen wie die Schwarze Sonne werden in rechtsextremen und neonazistischen Kreisen als Erkennungszeichen verwendet. Auch die Erforschung der historischen Runendokumente wurde insbesondere in der Zeit des Dritten Reiches durch politische und ideologische Vorgaben und Erwartungen geprägt.

### Weitere heutige Verwendung

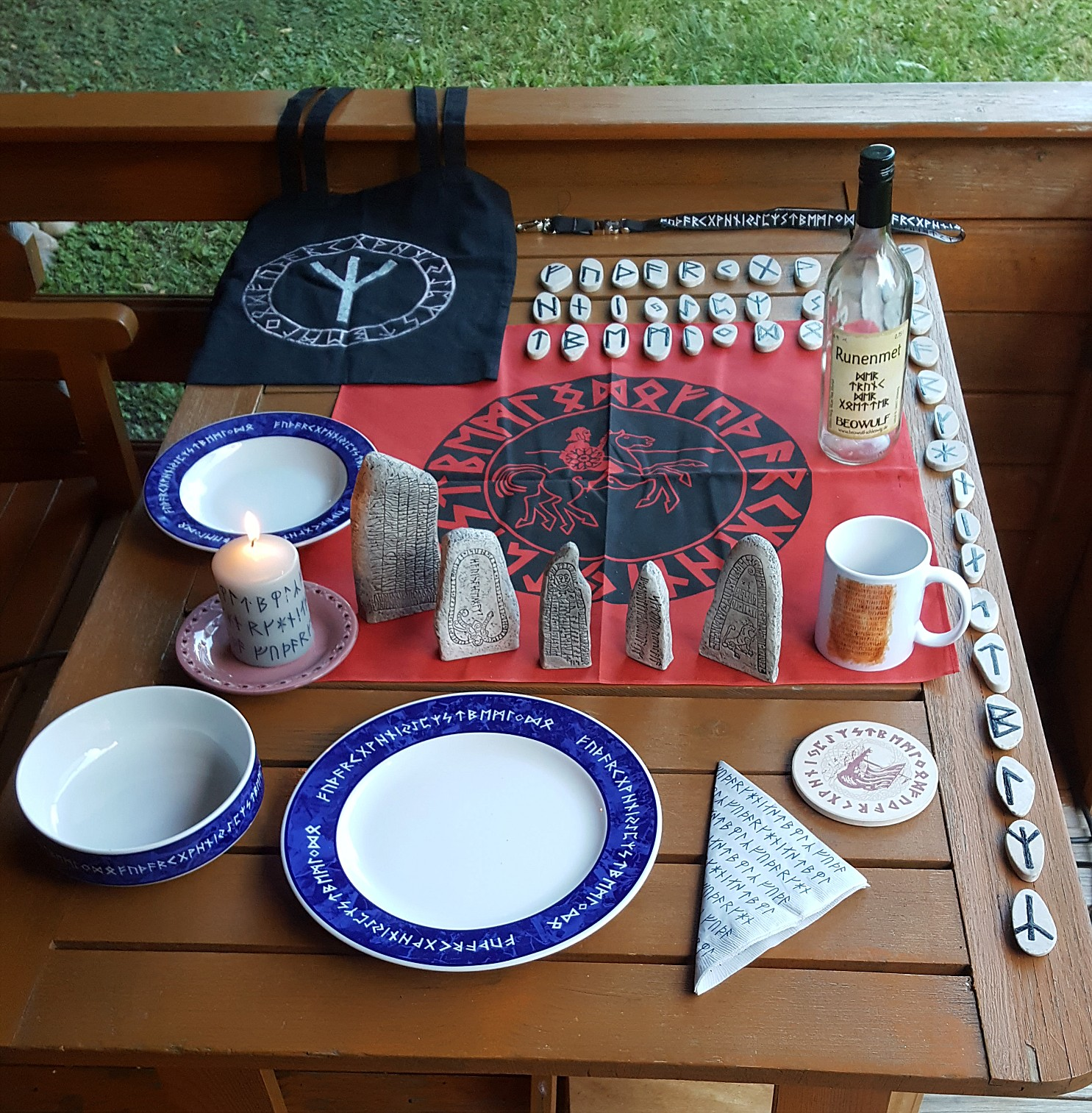
Verschiedene Gegenstände mit Runen

Runen finden sich auch in Wappen, auf CDs (vor allem in der Metal-Szene) und Büchern, auf Kleidungsstücken (vor allem T-Shirts), Fingerringen und Anhängern von Halsketten, Tischdecken, Essgeschirr, Tragetaschen und auf vielen anderen Alltagsgegenständen.
Im Ásatrú werden die Runen als Schrift, für runenmagische Zwecke und gelegentlich als Losorakel verwendet.

## Unicode
Der Unicodeblock Runen (16A0–16FF) enthält die germanischen Runen, wobei sich die Reihenfolge nach dem traditionellen Runen-Alphabet Futhark richtet und alle jüngeren Varianten und Abwandlungen nach der jeweiligen Grundrune einsortiert sind.